# 长江三峡水利枢纽工程
长江三峡水利枢纽工程，简称三峡工程或三峡大坝，是中华人民共和国长江上游段建设的大型水利工程项目。分布在重庆市到湖北省宜昌市的长江干流上，大坝位于长江三峡西陵峡内的宜昌市夷陵区三坪，并和其下游38公里的葛洲坝水电站形成梯级调度电站。它是世界上规模最大的水电站，是中国有史以来建造的最大的水坝。
三峡水电站的机组布置在大坝的后侧，共安装32台70万瓩（700MW）水轮发电机组，其中左岸14台、右岸12台、右岸地下6台，另外还有2台5万千瓦的电源机组，总装机容量2,250万千瓦，年发电量约1,000亿千瓦·时，相当于计热电发电效率后燃烧标煤0.319亿吨的发电量，年直接减排二氧化碳0.858亿吨。2020年全年累计发电量1,118亿千瓦时，超过南美洲伊泰普水电站于2016年的1,030.98亿千瓦时，创造了单座水电站年发电量的世界纪录。
三峡水电站在发电、防洪及航运方面带来了巨大社会效益，但也連带引起諸多移民、环境等问题。

## 历史

### 1940年代中美合作測量

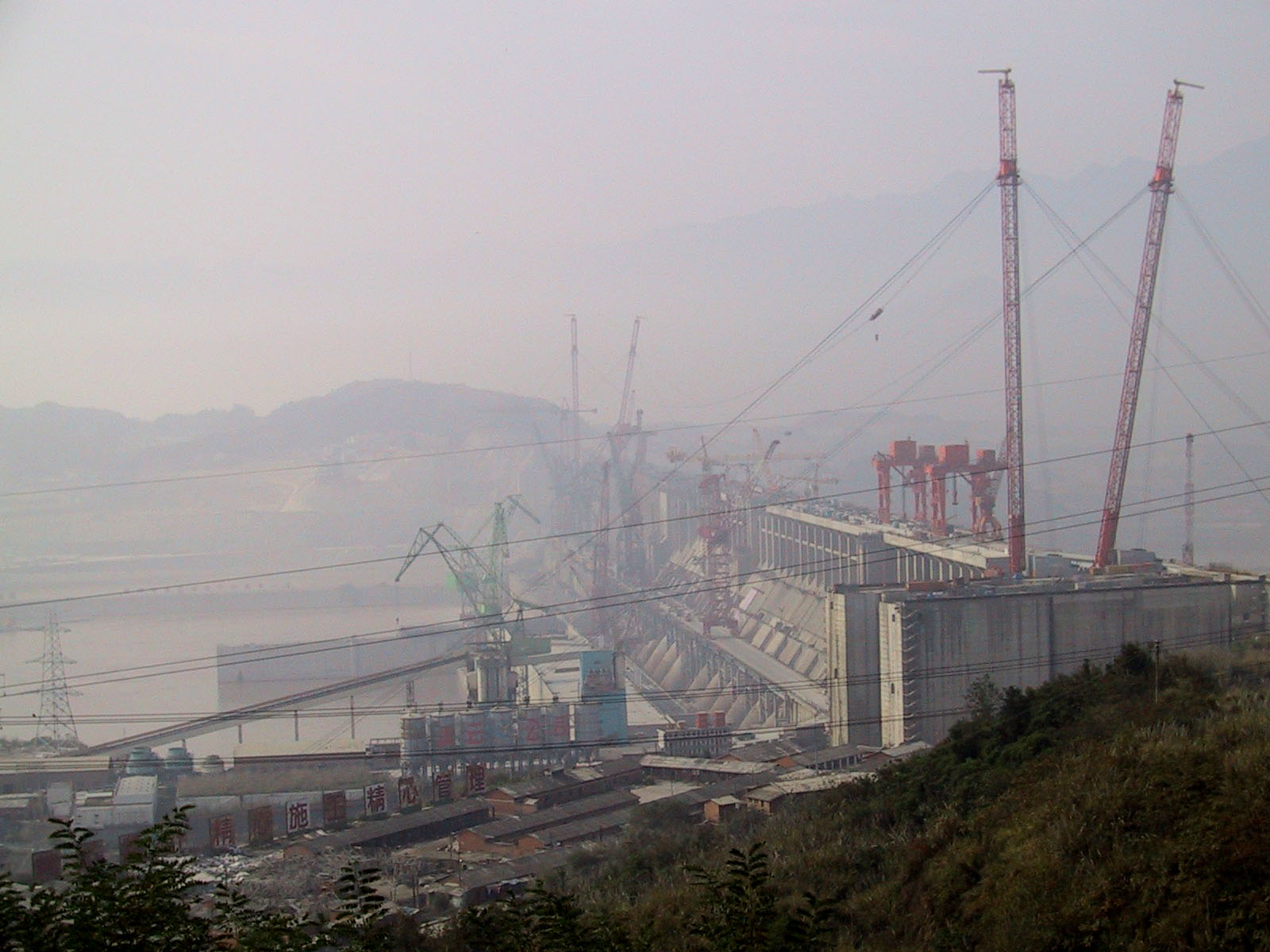
三峡工程施工场面

在长江三峡建造大坝的设想最早可追溯至孫中山《建國方略》（1919年发表）一书中《實業計畫》认为长江「自宜昌以上，入峡行」的这一段「当以水闸堰其水，使舟得溯流以行，而又可资其水利」（第二计划第四部庚）。按此设想，1944年4月，生产局顾问潘绥向重慶國民政府提交《利用美贷筹建中国水力发电厂与清偿贷款方法》报告，建议由美国贷款9亿美元并提供设备，在三峡修建一座装机容量为1,000万千瓦的水电厂和年产500万吨化肥的化肥厂，用向美国出口化肥的办法还债。
1944年5月，曾主持胡佛大坝、美国垦务局总工程师約翰·L·薩凡奇应重慶國民政府资源委员会邀請到長江三峽考察三峽工程可行性，期間资源委员会派陆钦侃全程陪同（陆钦侃後來任中華人民共和國水利電力部規劃局副總工程師，1980年代三峽反方意見的其中一位代表人物）。1944年8月18日，美国总统小羅斯福签署成立美国战时生产局驻华使团（American War Production Mission in China），派遣使团团长兼生产局局长唐纳德·纳尔逊驻中華民國陪都重庆，协助民国政府评估战后经济形势。
1944年約翰·L·薩凡奇三度实地考察長江三峡后，写成《Yangtze Gorge and Tributary Project》（通稱“萨凡奇计划”，Savage Plan），其中提到建议在南津关至石牌之间选定坝址、修建电站。该电站设计坝高225米，总装机容量1,056万千瓦，兼有防洪、航运、灌溉作用。1945年，重慶國民政府原则同意萨凡奇的三峡计划。资源委员会邀集全国水利委员会、扬子江水利委员会和国家交通、农业、地质、科研等部门组成三峡水力发电计划技术研究委员会，1945年5月在四川长寿县（今重慶一區）设立“全国水力发电工程总处”，在宜昌设立三峡勘测处，负责坝区的测量钻探工作。
1946年，資源委員會副委員長孙越崎（後來1983年第六屆全國政協經濟建設組組長，在任內對三峽工程提出反方意見的代表人）主持下，約翰·L·薩凡奇再度來華，與扬子江水利委员会组队入峡进行地形测量和经济调查。资源委员会分别与美国马力森公司、垦务局就坝区地质钻探、工程设计等事项签约。根据合约，46名中国工程技术人员赴美参与设计。钻探、航空测量等各项工作也逐渐展开。蔣介石在一次宴會向美國友人介紹三峽時，提到「你回美後請向總統（小羅斯福）報告，大壩告成，將取名為羅斯福水壩」（此根據資源委員會委員長錢昌照的回憶）
1947年5月，三峽测量夭折。一個說法是，因為行政院長宋子文受貪污醜聞而1947年3月下台，主持三峽测量的行政院資源委員會委員長錢昌照1947年4月亦辭職，直接導致三峽测量被叫停。另一說法是，第二次国共内战令工程募資艱難。8月，设计工作全部停止，除极少数人员留美外，大部分人员分批返回中国。提前回國的留美工程技術人員，回國悉數被迫改行。約翰·L·薩凡奇兩年間的測繪考察前功盡棄，資源委員會委員長錢昌照回憶約翰·L·薩凡奇離開中國時「難過得快要哭了」。

### 1950－1970年代

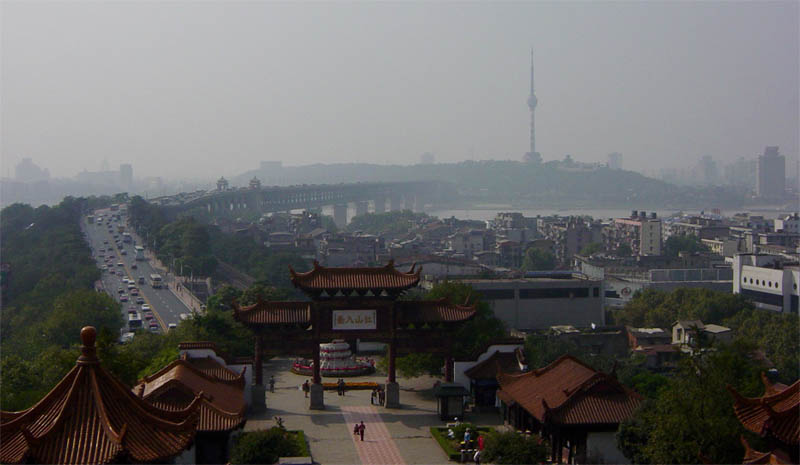
長江邊上的武昌

中华人民共和国成立的次年，为确保长江中游（荆江）的江汉平原和武汉等城市的安全，即批准修建荆江分洪工程。三峡工程亦被重提。中共中央主席毛泽东1953年初视察三峡时曾说：“三峡水利枢纽是需要修建而且可能修建的”，“但最后下决心确定修建及何时开始修建，要待各个重要方面的准备工作基本完成之后，才能作出决定。”又作“更立西江石壁，截断巫山云雨，高峡出平湖。”（《水调歌头·游泳》）的词句表示出建设三峡工程的设想，并指定由国务院总理周恩来督办。在周恩来的主持下，开始了三峡工程的勘探、设计、论证工作，并邀请了苏联的水利专家参与。当时水利领域内支持工程上马的林一山等人，和反对方黄万里、李锐等人，争论得非常激烈。林一山等人认为要防治洪水得建大坝。李锐等人则认为三峡工程太复杂，除了技术上的困难、这么大的工程会排挤掉其他计划外，因为淤泥等问题，建大坝也不一定就能一劳永逸。此外，尚有移民、水位剧升等问题，因此应该考虑其他替代的可行方法。在这种情况下，考虑国力、技术和国内国际形势等其他因素，毛泽东最终决定暂缓实施三峡工程，“积极准备，充分可靠”，先修建葛洲坝水电站，作为三峡水电站的实验工程。
葛洲坝水电站位于湖北省宜昌市区，1971年开工，「边设计、边准备、边施工」，但不久后就因为施工品質实在不合格而停工。在多次修改设计和施工方案后，于1974年复工，1981年实现长江截流，1988年全部建成。电站为无调节能力的径流式水电站，共安装19台12.5万千瓦和2台17万千瓦水轮发电机组，总装机容量271.5万千瓦，一度是中国最大的发电厂。

### 前期内部论证、论争
文化大革命结束后，政府重新将重点放到建设「四个现代化」的方向上来，并决心兴建一批骨干工程以拉动国民经济的发展，三峡工程于是被再次提上议事日程。1983年水利电力部提交了工程可行性研究报告，并着手进行前期准备。1984年国务院批准了这份可行性研究报告。1985年的第六届全国政协三次會議上，以周培源院士（兼國家科協主席、前北京大學校長）、李锐等为首的许多全国政协委员表示了强烈反对。全国政协经济建设组于是组织了以孙越崎为组长的调查组。调查组做出的《三峡工程问题调查报告》，以投资、防洪、泥沙淤积、航运、发电、移民、安全七个方面的原因，反对兴建大坝，并得出“三峡工程近期不能上，至少‘七五、八五’期间不该上”的结论。1986年到1988年，国务院又召集张光、陆佑楣等412位专业人士，分十四个专题对三峡工程进行全面重新论证。结论认为技术方面可行、经济方面合理，“建比不建好，早建比晚建更为有利”。四川省政协考察组1986年的文章中，归类的支持和反对者：一、主张三峡工程快上，水利电力部长江流域规划办公室、湖北省水利部门和少数工程技术人员；二、主张三峡工程缓上，全国政协经济建设组调查组，四川、湖北的“绝大多数专家、学者、科技界人士”。孙越崎做为态度激烈的反对者之一，他在1986年12月28日水利电力部三峡工程论证会的发言，以“急建三峡好大喜功，怕将贻害子孙万代”的题目发表。
第6届全国政协8名委员在1987年8月联名文章《三峡工程害多利少，不容欺上压下，祸国殃民》，提出要論證溃坝風險，並提及不要重蹈1975年8月文革期间河南“75·8”水库溃坝24萬人死亡的前事之師。該文章是最重量級的反方意見，八名第6届全国政协包括：孙越崎（1946年重慶國民政府資源委員會副委員長，任內主持美國水壩工程師約翰·L·薩凡奇來華測繪三峽工程）、林华（后当选中国工程院院士）、千家驹（中国科学院院士）、王兴让、雷天觉（中国科学院院士）、徐驰（前冶金工業部副部長）、陆钦侃（1944年約翰·L·薩凡奇來華考察三峽工程的中方隨員，前水利電力部規劃局副總工程師）及乔培新（前中国人民銀行副行長）。
第6届全国政协在1987年8月的重量級文章引起一股潮流，不少学者专家，将反对建设的意见汇集出版。第一本是《论三峡工程的宏观决策》（1987年11月），由田方（原国家计委经济研究所副所长、國務院副總理习仲勋前秘书）与该所研究员林发棠合撰，并由周培源院士（兼国家科协荣誉主席、前北京大学校长）作序，该书受打压。影响力最大的是1989年3月的《长江　长江——三峡工程论争》，由叶剑英养女、记者戴晴著作。
1992年3月，总理李鹏等国务院领导将工程议案提交给第七届全国人民代表大会第五次会议审议，这是中华人民共和国历史上继1955年三门峡水电站之后第二件提交全国人大审议的工程建设议案。1992年4月3日，该议案获得通过，标志着三峡工程正式进入建设期。

### 动工
在全国人大通过兴建议案后，1993年设立了国务院三峡工程建设委员会，为工程的最高决策机构，由国务院总理兼任委员会主任，第一任主任为李鹏。此后，工程项目法人中国长江三峡工程开发总公司成立，实行国家计划单列，由国务院三峡工程建设委员会直接管理。1994年12月14日，各方在三峡坝址举行了开工典礼，宣告三峡工程正式开工。
三峡工程的总体建设方案是“一级开发，一次建成，分期蓄水，连续移民”。工程共分三期进行，总计需17年，目前已经全部建成。
一期工程从1993年初开始，利用江中的中堡岛，围护住其右侧后河，筑起土石围堰深挖基坑，并修建导流明渠。在此期间，大江继续过流，同时在左侧岸边修建临时船闸。1997年导流明渠正式通航，同年11月8日实现大江截流，标志着一期工程达到预定目标。
二期工程从大江截流后的1998年开始，在大江河段浇筑土石围堰，开工建设泄洪坝段、左岸大坝、左岸电厂和永久船闸。在这一阶段，水流通过导流明渠下泄，船舶可从导流明渠或者临时船闸通过。到2002年中，左岸大坝上下游的围堰先后被打破，三峡大坝开始正式挡水。2002年11月6日实现导流明渠截流，标志着三峡全线截流，江水只能通过泄洪坝段下泄。2003年6月1日起，三峡大坝开始下闸蓄水，到6月10日蓄水至135米，永久船闸开始通航。7月10日，第一台机组并网发电，到当年11月，首批4台机组全部并网发电，标志着三峡二期工程结束。
三期工程在二期工程的导流明渠截流后就开始了，首先是抢修加高一期时在右岸修建的土石围堰，并在其保护下修建右岸大坝、右岸电站和地下电站、电源电站，同时继续安装左岸电站，将临时船闸改建为泄沙通道。2006年5月20日三峽大壩主体部分完工。2009年年底全部完工。

### 建设
三峡工程在建设中全面实行项目法人负责制、招标投标制、建设工程监理制、合同管理制等制度，以确保工程质量。为了实现竞争，还把主要建设项目拆成单项进行招标。三峡工程的业主是中国长江三峡工程开发总公司，设计单位和主要监理单位都是水利部长江水利委员会。主要施工单位有中国葛洲坝集团公司（葛洲坝股份有限公司）、中国安能建设总公司（中国人民武装警察部队水电部队）、中国水利水电第四工程局（联营体）、中国水利水电第八工程局（联营体）、中国水利水电第十四工程局（联营体）等，这些企业曾经承担了包括葛洲坝水电站、二滩水电站、引滦入津工程在内的许多大型水利工程建设。
三峡工程预测的静态总投资为900亿元人民币（1993年5月末价格），其中工程投资500亿元，移民安置400亿元。预测动态总投资将可能达到2039亿元，估计实际总投资约1800亿元左右。建设资金主要来自三峡工程建设基金及电费附加费。国务院1992年规定，全国人民每使用1千瓦时电能便需附加上交0.003元以投入三峡工程，此后这一数字又被多次调升，有的省份甚至达到0.0124元。1994年起，葛洲坝水电站的利润也被直接转为三峡建设资金。到2002年，以葛洲坝电厂为主体的中国长江电力股份有限公司成立，掌管葛洲坝和三峡的所有发电资产。该公司2003年在上海证券交易所公开发行股票上市，其募集的资金和此后获得的发电利润也成为建设资金的重要来源。此外，三峡总公司还发行了数期国内债券募集资金。

### 大事记

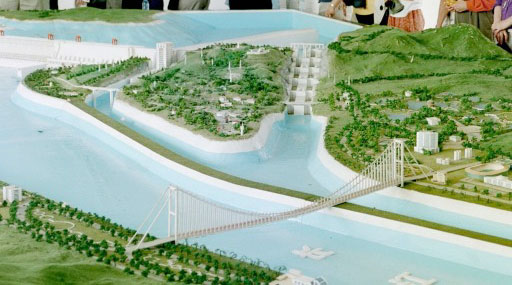
双线五级船闸、升船机和西陵长江大桥

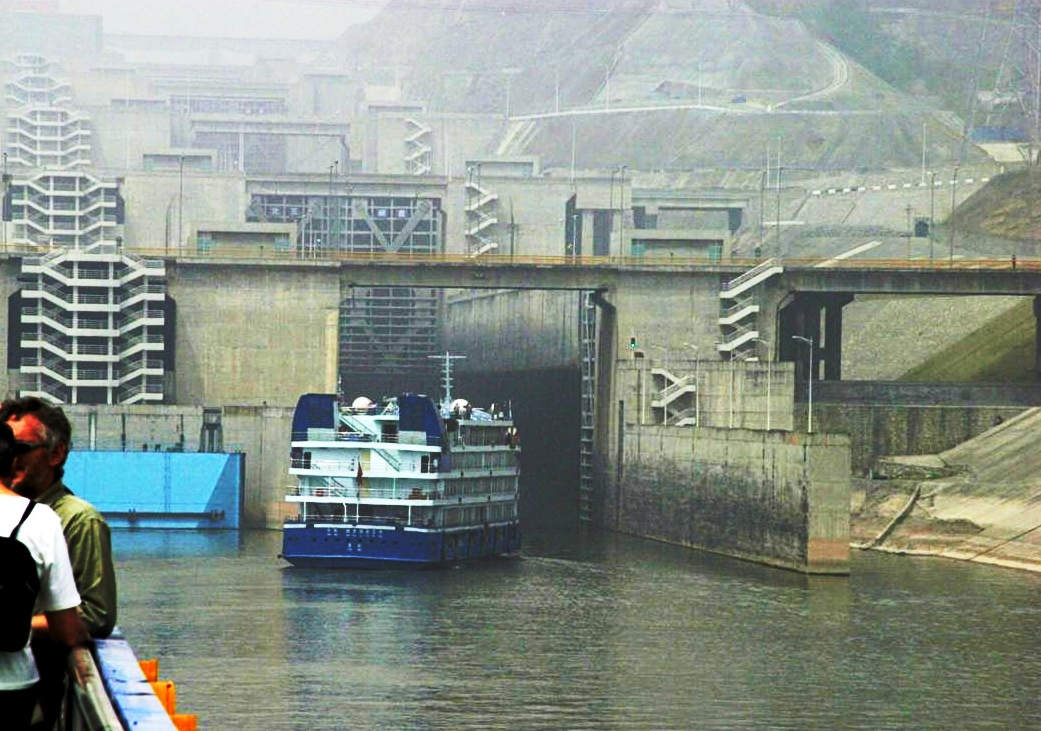
三峡大坝五级船闸

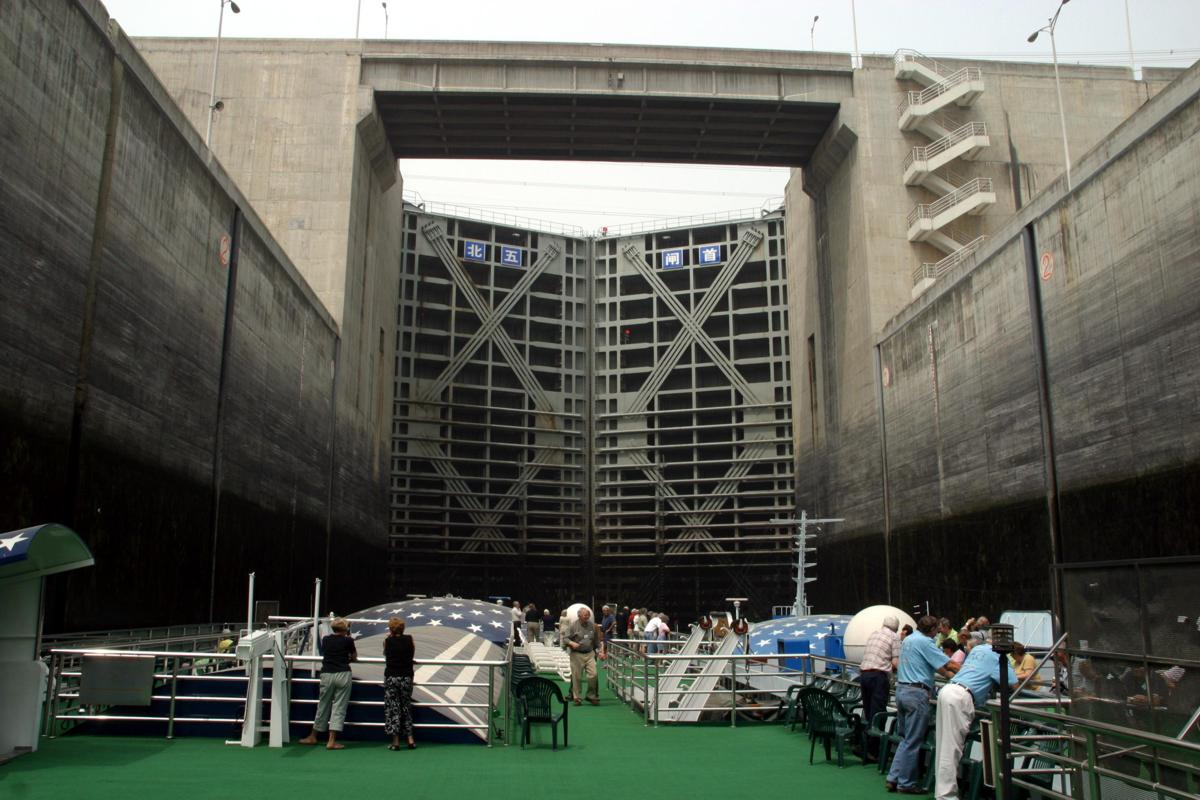
三峡北线船闸五号闸室

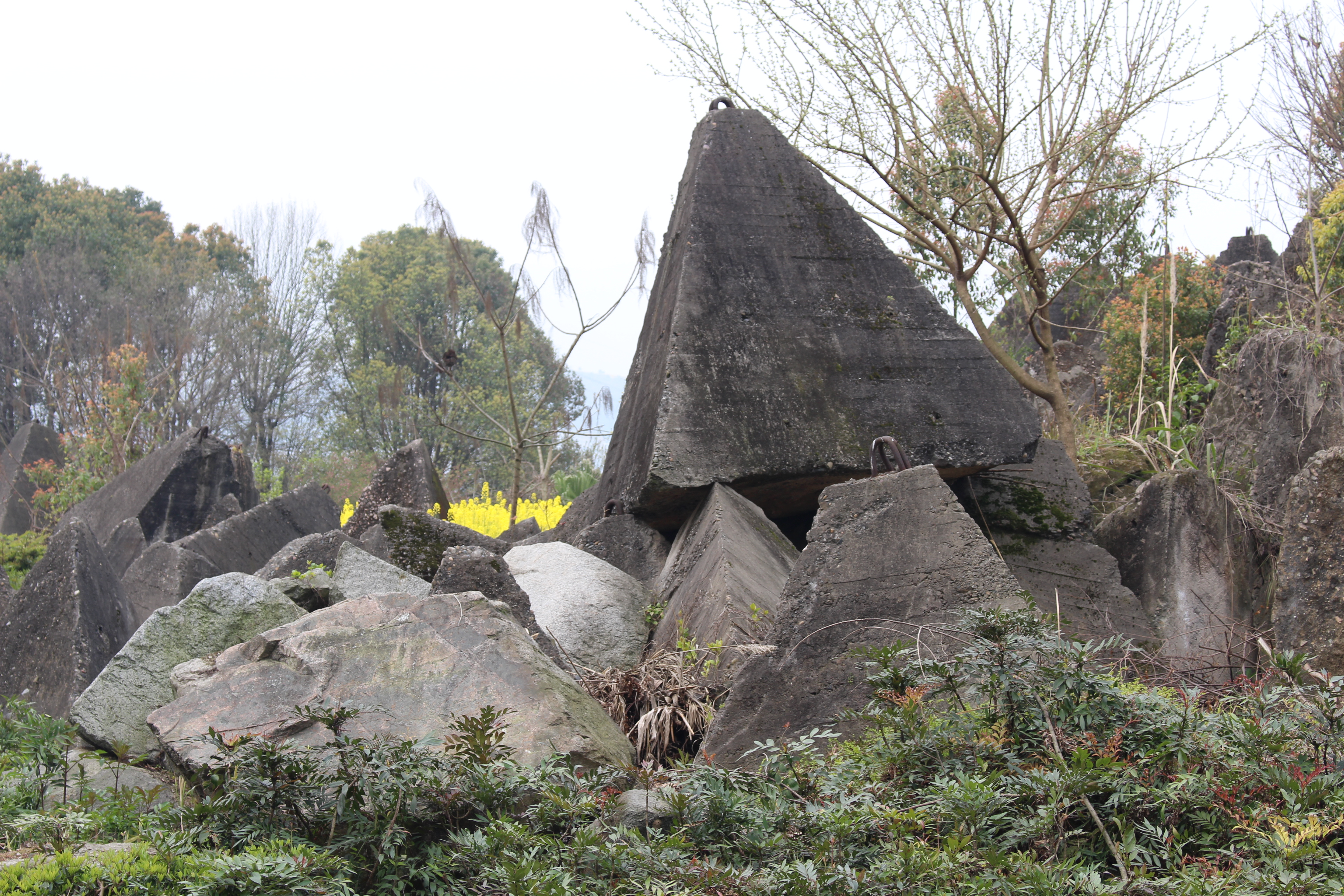
长江截流所用的水泥三角锥，每块28吨

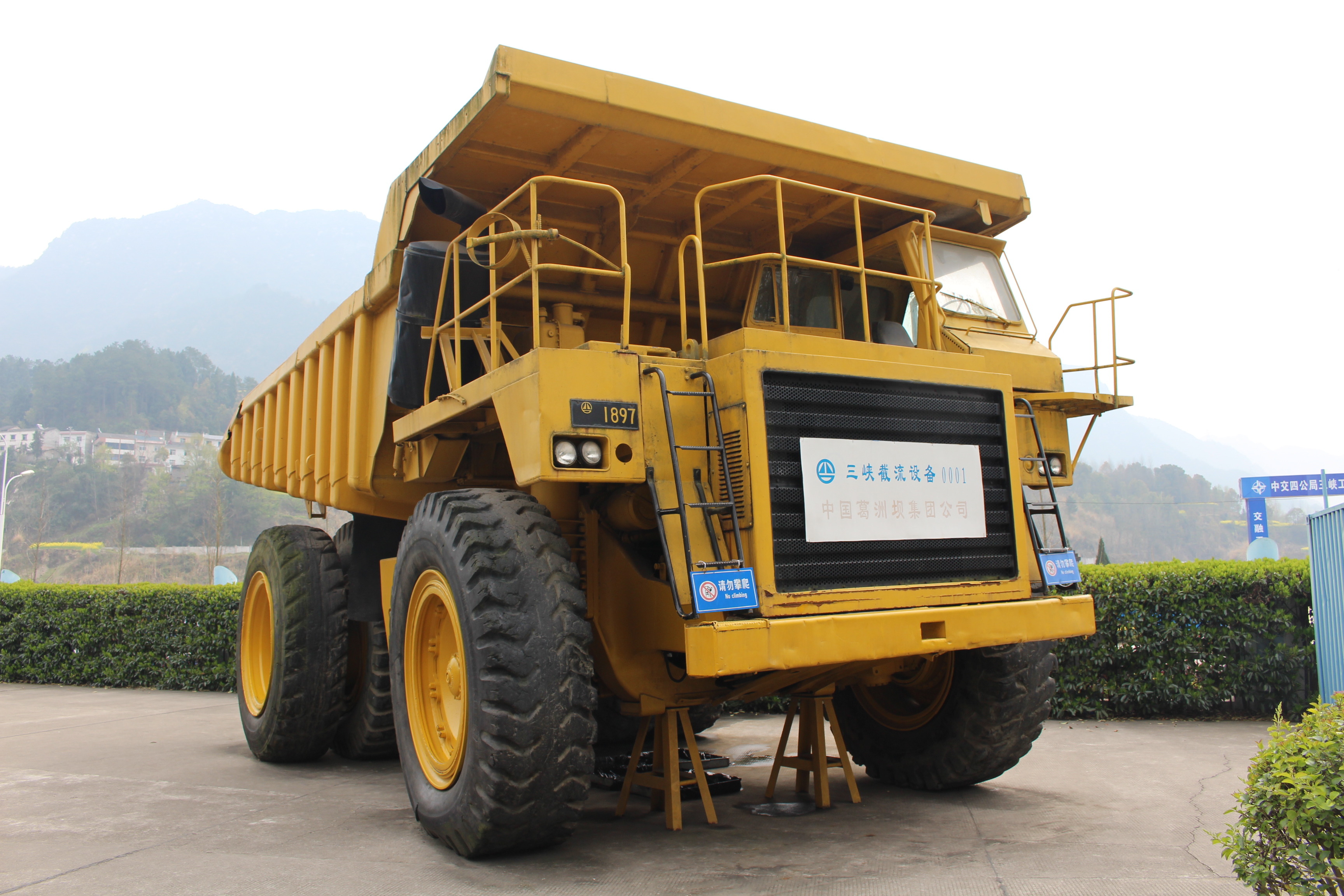
运送水泥三角锥的自卸工程车，型号777C

- 1992年4月3日，七届全国人大第五次会议以1767票赞成、177票反对、664票弃权、25人未按表决器通过了《关于兴建长江三峡工程的决议》，标志着建设三峡工程已获得法律上的许可[27]。
- 1993年1月3日，国务院三峡工程建设委员会成立，它是三峡工程的最高决策机构，李鹏出任委员会主任。
- 1993年8月19日，国务院颁布《长江三峡工程建设移民条例》
- 1993年9月27日，中国长江三峡工程开发总公司成立，它是三峡工程的业主单位。
- 1994年3月18日，葛洲坝水电站划归三峡总公司，其利润成为三峡建设资金。
- 1994年12月14日，三峡工程正式开工。
- 1996年8月10日，西陵长江公路大桥建成通车，该桥位于三峡大坝下游4.5公里处。
- 1997年3月14日，第八届全国人民代表大会第五次会议通过恢复设立重庆直辖市的议案，该市在1952年重庆直辖市的建制下并入了属于三峡库区的地级万县市和涪陵市，承担了整个三峡工程85%的移民人数。
- 1997年6月24日，左岸电厂14台机组开标。
- 1997年10月6日，导流明渠正式通航，大江截流前的工程准备已完成。
- 1997年11月8日，大江截流，标志着一期工程完成，二期工程开始。
- 1998年5月1日，三峡临时船闸开始通航。
- 2000年7月17日，重庆云阳县150户居民集体搬迁至上海崇明县，这是三峡库区首批外迁的移民。
- 2001年1月15日，国务院颁布了修订后的《长江三峡工程建设移民条例》。
- 2002年5月1日，左岸上游围堰被打破，三峡大坝开始正式挡水。
- 2002年10月21日，泄洪坝段全线浇筑至185米高程，宣告建成。
- 2002年10月26日，左岸大坝全线浇筑至185米高程。
- 2002年11月4日，中国长江电力股份有限公司正式成立。[28]
- 2002年11月6日，导流明渠截流，至此三峡工程全线截流。
- 2003年5月5日，三峡至华东电网的输电线路开始运行，起讫点从湖北宜昌至江苏常州。
- 2003年6月1日，三峡水电站开始下闸蓄水。
- 2003年6月10日，水库蓄水至坝前水位135米，具备发电条件。
- 2003年6月16日，永久船闸开始通航。
- 2003年7月10日，左岸2号机组投产发电，是三峡水电站第一台发电的机组，同時是三峡水电站左岸电厂第一台发电的机组。
- 2003年10月15日，右岸电厂12台机组开标。
- 2003年11月18日，中国长江电力股份有限公司在上海证券交易所挂牌上市，其募集资金用于收购三峡机组。
- 2003年11月22日，左岸1号机组投产发电，至此首批机组全部投产，标誌着三峽水电站二期工程的目标全部实现。
- 2003年12月2日，三峡至南方电网的输电线路开始运行，起讫点从湖北宜昌至广东惠州。
- 2003年12月29日，三峡电源电站开工。
- 2005年1月18日，三峡地下电站和电源电站被国家环境保护总局勒令停工，在补办完各项环保手续后，于三个月后复工。
- 2006年5月20日，三峡大坝主体工程全面竣工。
- 2006年6月6日，三峽大壩右岸上游圍堰爆破工程在下午引爆，其爆破規模被稱為「天下第一爆」。
- 2006年9月20日，三峡工程开始156米水位蓄水。
- 2006年10月27日，三峡水库坝上水位达到156米高程。
- 2007年6月11日，右岸22号机组投产发电，是三峡水电站右岸电厂第一台发电的机组。标誌着三峽水电站三期工程开始发挥效益。
- 2008年10月29日，右岸15号机组投产发电，是三峡水电站右岸电厂最后一台发电的机组。至此，三峡水电站26台机组全部投产发电。
- 2009年8月29日，国务院长江三峡三期工程验收委员会枢纽工程验收组同意正常蓄水（175米水位）验收通过。此为长江三峡三期枢纽工程最后一次验收。[29]
- 2009年9月15日，利用秋汛涨水过程，2009年9月15日零点实验性蓄水启动，计划首次蓄至175米最终水位。此后，工程防洪、发电、补水、航运等综合效应将全面发挥。[30]
- 2010年10月26日，三峡工程水库试验性蓄水首次达到175米最终水位。[31]
- 2011年5月18日，国务院总理温家宝主持国务院常务会议，讨论通过《三峡后续工作规划》和《长江中下游流域水污染防治规划》。会议认为三峡工程初步设计建设任务如期完成，防洪、发电、航运、水资源利用等综合效益开始全面发挥。同时指出，三峡工程在发挥巨大综合效益的同时，在移民安稳致富、生态环境保护、地质灾害防治等方面还存在一些亟需解决的问题，对长江中下游航运、灌溉、供水等也产生了一定影响。指出这些问题有的在论证设计中已经预见但需要在运行后加以解决，有的在工程建设期已经认识到但受当时条件限制难以有效解决，有的是随着经济社会发展而出现的。
- 2012年7月4日，三峡电站最后一台机组正式交付并网发电，正式全面建成投产。[32]
- 2014年2月27日，三峡集团重大腐败问题遭到媒体曝光。[33]
- 2020年11月1日，發改委宣佈，三峡工程完成整体竣工验收全部程序，標誌著三峡工程建设任务全部完成[34]。

## 设计

### 大坝结构
三峡大坝的选址最初有南津关、太平溪、三斗坪等多个候选坝址。最终选定的三斗坪坝址，位于葛洲坝水电站上游38公里处，地势开阔，地质条件为较坚硬的花崗岩（黃陵背斜前寒武紀花崗岩區域），地震烈度小。江中有一沙洲中堡岛，将长江一分为二，左侧为宽约900米的大江和江岸边的小山坛子岭，右侧为宽约300米的后河，可为分期施工提供便利。
关于大坝的坝高，在筹划中曾有低坝、中坝、高坝三种方案。1950年代，在苏联专家的影响下，各方多支持高坝方案。到了1980年代初，「短、平、快」的思路占了主流，因而低坝方案非常流行。但是，出于为重庆改善航运条件的考虑，各方最终同意建设中坝。
三峡大坝为混凝土重力坝，它坝长2335米，底部宽115米，顶部宽40米，坝顶高程为海拔185米，最大浇筑坝高181米，正常蓄水位海拔175米。大坝下游的水位約海拔66米，坝下通航最低水位海拔62米，通航船闸上下游设计最大落差113米。工程主体建筑物的土石方挖填量约1.34亿立方米，混凝土浇筑量约2794万立方米，耗用钢材59.3万吨。其中金属结构安装占25.65万吨，钢筋制作安装46.30万吨。水库全长600余公里，坝轴线全长2309.47米，水面平均宽度1.1公里，总面积1084平方公里，总库容393亿立方米，其中调洪库容约221.5亿立方米，调节能力为季调节型。

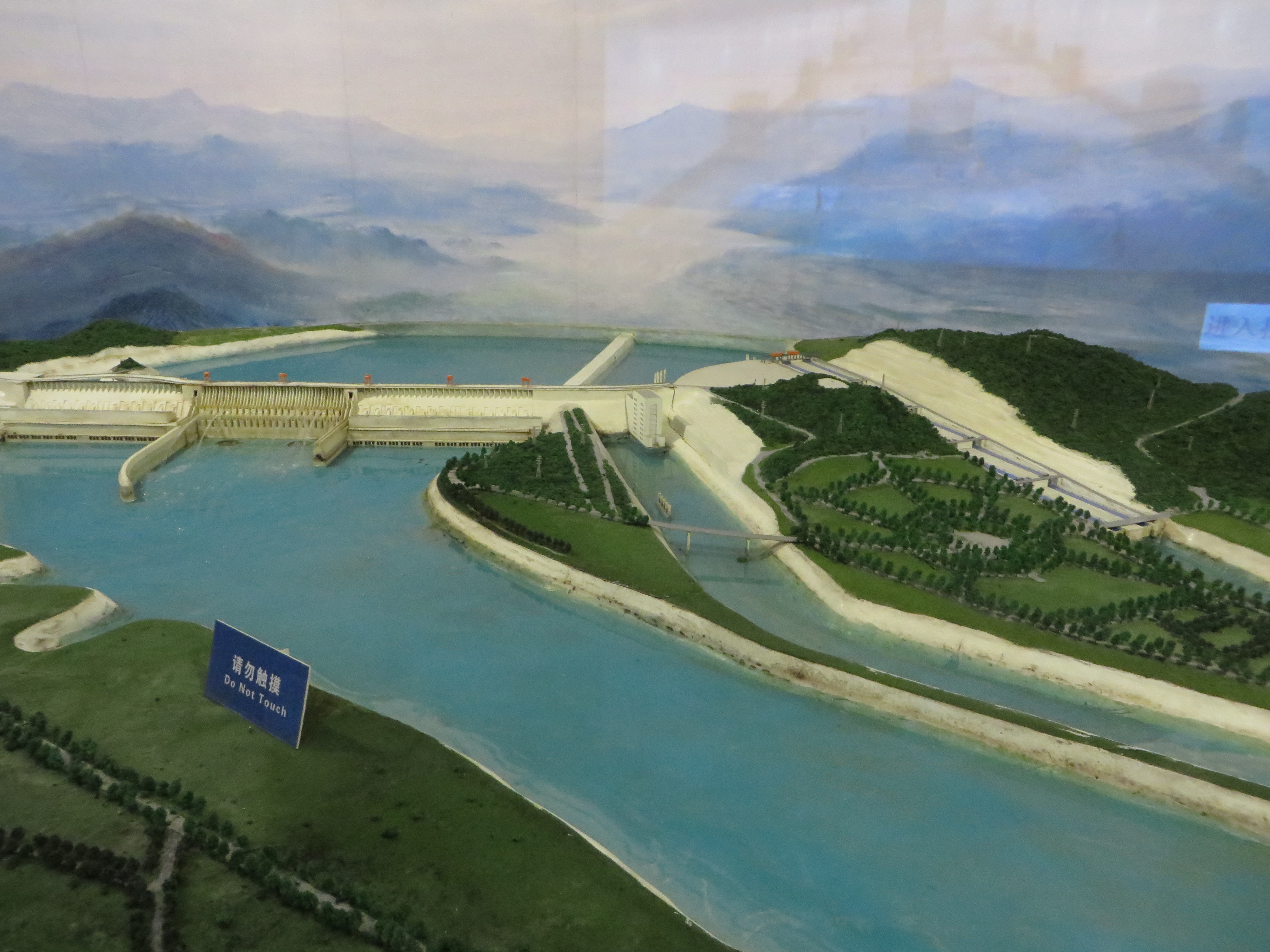
三峡大坝模型图片显示，从右至左：永久船闸、升船机、泄沙通道（临时船闸）、左岸大坝及电站、泄洪坝段、右岸大坝及电站

三峡大坝设计成由多个功能模块组成，从左至右（面向下游）依次为永久船闸、升船机、泄沙通道（临时船闸）、左岸大坝及电站、泄洪坝段、右岸大坝及电站、山体地下电站等。

### 船闸
大坝的永久船闸为双线五级船闸，建于坛子岭背对长江的一侧，业主单位为交通运输部长江航务管理局长江三峡通航管理局（简称“三峡局”）三峡船闸处。年通过能力5000万吨。船闸双线日均闸次数从初期的23.5闸次提高到31闸次但仍未达到设计指标，过闸船舶平均吨位由初期的1040吨提高到4036吨，平均每闸次过闸运量从3940吨提高到10000多吨，闸船舶的吃水控制标准由初期3.3米提高到4.3米，船闸通航天数也由原设计的335天提高到350多天；2010年后三峡船闸通过量已连续5年超过亿吨。2016年，国家发改委、国务院三峡办和交通运输部正在组织开展三峡枢纽水运新通道建设前期工作，筹备三峡大坝左岸新建第二船闸，长度约10多公里，成本预估400多亿元，建设周期十年左右。
三峡升船机整体设施由上游引航道、上闸首、承船厢、下闸首和下游引航道组成，业主单位为交通运输部长江航务管理局长江三峡通航管理局（简称“三峡局”）三峡升船机管理处。武船集团制造的承船厢可载3000吨级船舶，最大爬升吨位高达1.55万吨（其中带水9000立米），最大爬升高度113米，采用德国引进的齿轮齿条爬升式，过坝时间40－60分钟，承船厢长132米、宽23.4米、高10米。三峡升船机主体工程土建与设备安装工程，由葛洲坝集团三峡建设工程有限公司自2009年4月开工以来，历时6年半建成，船厢室段塔柱建筑高度146米。2015年12月21日下午1时40分，1000吨级旅游船“长江电力”号从上游进入升船机，成功完成实船试验。

### 防洪和抗洪能力
经过长江水文工作者50余年的实地勘察、史料研读、历史水文调查，定义了三峡工程坝址的代表性水文站宜昌站不同频率的洪水流量：“十年一遇”洪水流量为56,700立方米／秒，二十年一遇洪水流量为72,300立方米／秒，百年一遇洪水流量为83,700立方米／秒，千年一遇洪水流量为98,800立方米／秒，万年一遇洪水流量为113,000立方米／秒，可能最大洪水的洪水流量为120,000～127,000立方米／秒。
三峡工程的设计标准可正常应对千年一遇洪水；校核标准可抵御万年一遇洪水再加10％。行洪防洪能力方面，在百年一遇的洪水面前，还可以保护下游河段的安全。
其中，设计标准指遭遇千年一遇洪水，即98,800立方米／秒的洪水来临时，大坝本身仍能正常运行，大坝可以“正常运用”泄洪，大坝各项运行指标都不会受到影响。
校核标准指遭遇万年一遇再加10％，即110,000立方米／秒再加10％的特大洪水情况下，大坝主体建筑物包括水闸、涵洞可承受冲击，水库大坝可以“非常运用”泄洪。大坝主体不会受到破坏，更不会出现溃坝，但其它方面可能会受到影响，如炸开“非常泄洪道”。
三峡大坝对下游的荆江河道的行洪防洪能力为“十年一遇”标准（即56,700立方米／秒），即利用库区容积和错峰运用，削减洪峰及持续下泄流量，当大坝上游出现“百年一遇”洪水（即流量峰值达83,700立方米／秒）时，在大坝蓄水拦截作用下，下游荆江河道流量保证控制在不超过56,700立方米/秒，沙市水位不超过44.5米，可以保证荆江河道国堤不平槽、不漫堤，荆江沿岸分蓄洪区不破堤运用。
历史上，1860年，长江发生特大洪水，宜昌断面流量为92,500立方米／秒，介于百年一遇与千年一遇之间。仅仅相隔10年，1870年，长江又发生非常特大洪水，宜昌断面流量为105,000立方米／秒，介于千年一遇与万年一遇之间。由此三峡水库的泄洪闸最大泄洪流量是按照1870年长江大洪水为设计依据，泄洪流量可达每秒10.25万立方米，是世界上泄洪能力最大的泄洪闸。三峡库区洪水调节能力强大，可以消减洪峰流量高达2.7至3.3万立方米每秒。该水利工程可以有效控制长江上游洪水，受其保护的长江中下游的地区，其人口大约为1500万，土地约为2300万亩。此外，通过调节洪水到达前的坝前水位以及泄洪闸流量，可实现不同的防洪目标，甚至可以削减上游千年一遇的洪峰，通过库区错峰调节避免下游受到洪峰冲击。
然而长江中下游有多条支流如湘江、资江、澧水和沅江经洞庭湖，汉江于武汉，赣江经鄱阳湖，淮河于三江营等汇入；长江干流各水文站年径流量，宜昌站4510亿立方米，汉口站7380亿立方米、大通站8940亿立方米，长江出海口9620亿立方米；宜昌至上海崇明出海口总落差不足50米，其间各支流汇入长江的年径流量却达5110亿立方米，超出长江出海口年总径流量的一半。因此长江中下游地区的防洪任务，并不能仅仅依靠三峡工程的防洪调节能力。
由于语境的不同，对于千年一遇、万年一遇等不同说法，实际上通常分别指的是坝体设计标准和防洪调节情况。在不同的调节情况下，经常会有防洪能力完全不同的新闻出现。产生不少爭議。

### 三峡电厂

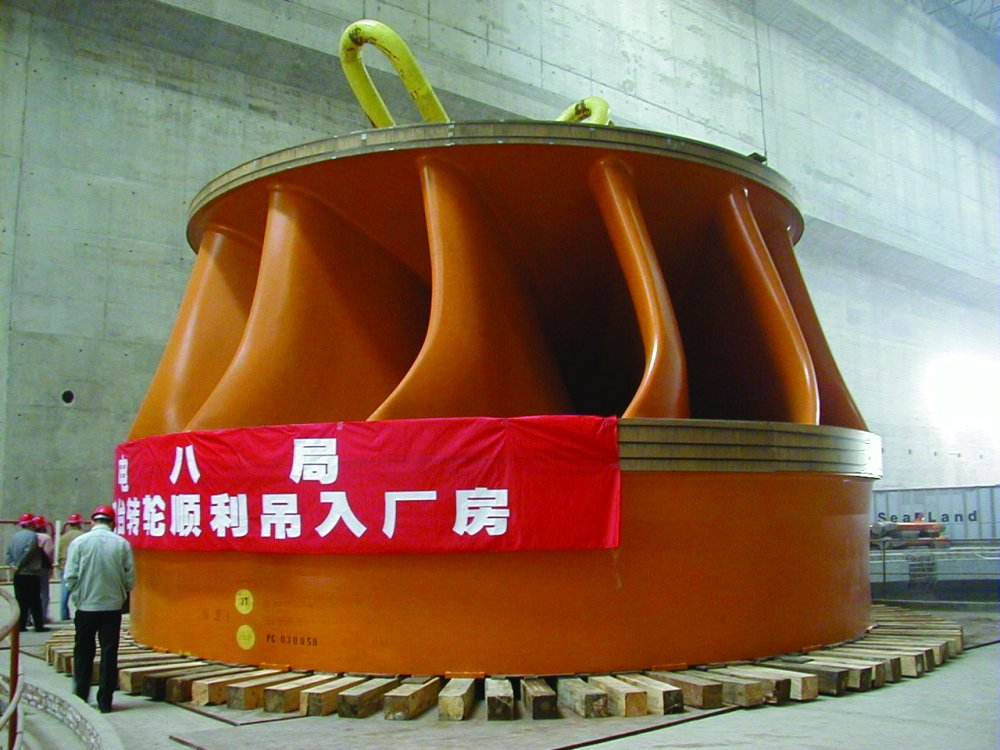
三峡电站水轮机转轮

三峡电厂不是独立法人，它是中国长江电力股份有限公司的下属单位。三峡枢纽除通航建筑以外的所有设备设施均由三峡电厂管理，包括左岸电站、右岸电站、地下电站、电源电站、泄洪设施、大坝水工建筑等。
三峡水电站的机组布置在大坝的后侧，共安装32台70万千瓦水轮发电机组，其中左岸14台，右岸12台，地下6台，另外还有2台5万千瓦的电源机组，总装机容量2250万千瓦，年发电量约1000亿度，远远超过位居世界第二的巴西伊泰普水电站。机组设备主要由德国福伊特（VOITH）公司、美國通用电气（GE）公司、德国西门子（SIEMENS）公司组成的VGS联营体和法国阿尔斯通（ALSTOM）公司、瑞士ABB公司组成的ALSTOM联营体提供。它们在签订供货协议时，都已承诺将相关技术无偿转让给中国国内的电机制造企业。三峡水电站的输变电系统由中国国家电网公司负责建设和管理，预计共安装15回500千伏高压输电线路连接至各区域电网。
三峡水轮机额定出力710MW，转轮直径10m。 三峡左岸电站全部14台机组均已在2003年至2005年投产，总装机容量达到了980万千瓦。而三峡右岸电站全部12台机组已在2007年至2008年投产，总装机容量达到了840万千瓦。三峡电站总装机容量已在2008年10月29日完成最后一台机组（右岸15号）安裝後，达到了1851万千瓦。
三峡大坝电厂年设计发电量882亿千瓦时，2018年已超过1000亿千瓦时，超过12座1千兆瓦（电功率）级核反应堆的年发电量，相当于中国核电年发电量的1/2，法国核能年发电量的1/4，占中国总年发电量的约2%。节省了至少6座年产500万吨级特大型煤矿的产出（每座日产出和输送煤炭约1.5万吨），和相应的3座内蒙古托克托電廠（世界第一大火力發電廠，日二氧化碳排放量逾7万吨）级别的燃煤电厂。

### 其他设施
三峡大坝及工程相关的的行政设施及员工生活区为三峡坝区，位于乐天溪镇、三斗坪镇、太平溪镇和秭归县茅坪镇之间，设有19个小区、医院、学校游客中心、等设施。三峡坝区采取三级别的封闭管理：“一级封闭“范围15.28平方公里，外围全部用围墙和铁丝网围住，仅在部分进出口开有设有武警守卫的通道；“二级封闭”是对车辆和行人实行控制，进出三峡坝区有专门的运输公司负责，和施工相关的车辆、人员由三峡总公司保卫处发给出入证件；“三级封闭”是指施工单位在各自的施工部位进行封闭管理。
坝区通过三峡工程专用公路连接宜昌市中心，全长28.64公里。

## 优势与效益

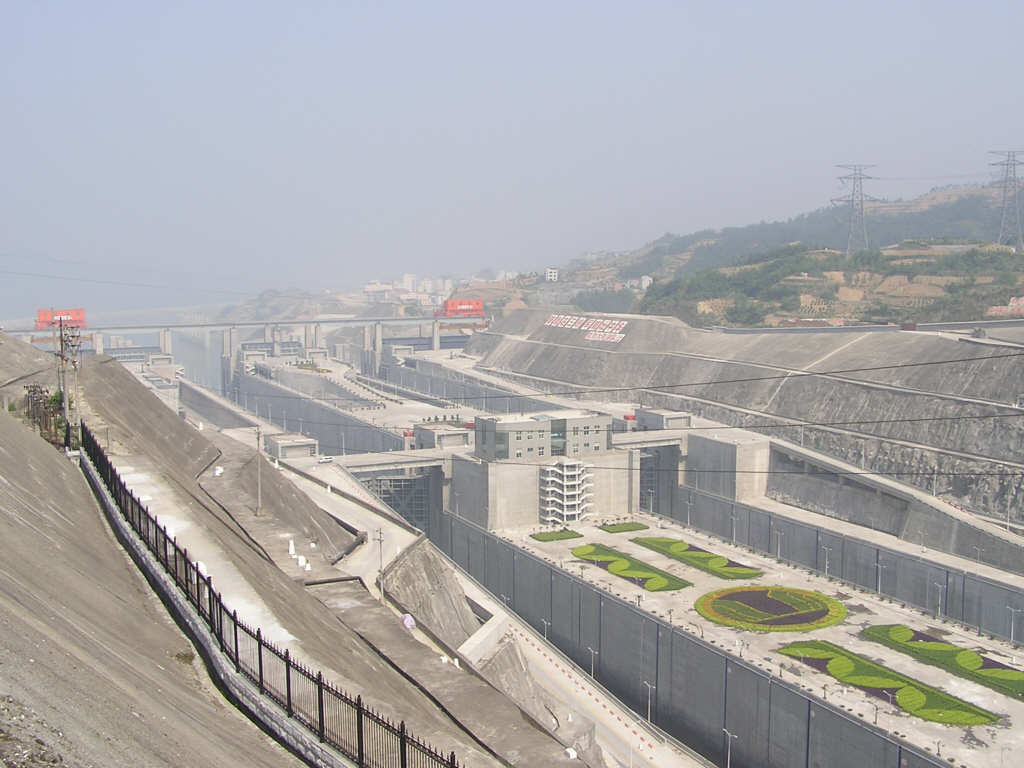
三峡永久船闸

1992年3月21日，国务院副总理邹家华在第七届全国人民代表大会第五次会议上提交的，三峡工程相关议案说明指出，三峡工程四大效益——防洪、水资源调度、发电和航运。其中防洪被认为是三峡工程最核心的效益。

### 防洪
历史上，长江上游河段及其多条支流频繁发生洪水，每次特大洪水时，宜昌以下的长江荆州河段（荆江）都要采取分洪措施，淹没乡村和农田，以保障武汉的安全。在三峡工程建成后，其巨大库容所提供的调蓄能力将能使下游荆江地区抵御百年一遇的特大洪水，也有助于洞庭湖的治理和荆江堤防的全面修补。三峡工程设计坝顶高程185米，设计正常运行水位175米，相应库容393亿立方米；设计防洪限制水位145米，相应库容171.5亿立方米。这意味着三峡水库汛期的防洪库容共有221.5亿立方米。2010年7月19日，三峡大坝迎来了一次峰值在65,000立方米/秒左右的洪水。堪比1998年长江三峡河段的最高峰值，这也将是三峡水库建成以来所面临的规模最大的一次洪水挑战。2012年7月24日，三峡历史最大洪峰入库流量71,200立方米／秒，此数据已经超过98年最高峰值，经过三峡大坝的调蓄，下游并未有异样，体现了良好的防洪效益。三峡工程控制了川江洪水，大大提升了长江中下游防洪能力。
初步估算，仅2008—2012年，三峡工程累计产生的防洪经济效益即达770亿元。
2016年，长江中下游地区遭遇自1998年以来最严重洪涝灾害，7月1日长江1号洪峰（洪峰流量50000m3/s）过境三峡，三峡水库通过拦蓄，最大削减洪峰38%，避免了与长江中下游形成的“2号洪峰”叠加遭遇，大大缓解了长江中下游地区的防洪压力；1号洪峰过后，主动多次适时减小出库流量，有效降低了长江中下游干流水位。
2019年7月9日起长江中下游湘江流域、赣江流域大雨，在三峡大坝下方引发长江2019年第1号洪水（7月13日至7月25日）。三峡水库接到报告后于7月12日21时开始拦蓄上游来水，逐步减小出库流量至17,000立方米/秒，比入库流量减少了近4,600立方米/秒。至7月15日6时，三峡水库已拦蓄上游来水量超11亿立方米，库水位从145.06米爬升至147.3米。7月19日，出库流量20,000立方米/秒，比入库流量减少14,000立方米/秒。7月25日8时，出库流量29,900立方米/秒，比入库流量减少12,000立方米/秒，水位到达153.54米。缓解了长江中下游洪涝灾害。至7月25日后，长江中下游南方降雨量减少，三峡出库流量才开始加大，为气象预报将于8月初长江上游出现的强降雨腾出库容。
2020年6月，长江上下游同时暴雨，三峡大坝再次发挥防洪作用；6月28日10时，长江干流宜昌市实际水位47.2米（设防水位52米，警戒水位53米，宜昌市海拔58米），宜昌站流量26500立方米/秒；下游200公里的武汉汉口的长江水位保持在24.2米（设防水位25米，警戒水位27.3米，江堤高度29.3米，武汉市海拔37米），仍低于设防水位0.8米；因宜昌至武汉暴雨，汉口站流量41200立方米/秒，高出宜昌站流量55%。  受上游四川盆地超强降雨影响，2020年7月2日，三峡库区入库流量超过50,000立方米/秒，形成2020年长江第一号洪水，至8月17日2020年长江第五号洪水形成，三峡大坝在一个半月内经受了五次上游洪水的冲击，坝前水位在160米（超出三峡大坝“145米防洪限制水位”15米）上下往复，库区累计动用防洪容量数百亿立方米，普遍消减洪峰1/3至1/2。其中最后也是最大的长江第5号洪水于8月17日形成，洪峰于8月20日抵达三峡大坝，最大入库流量达75,000立方米/秒，远超1998年洪水洪峰流量，为三峡工程建设以来的最大入库流量；大坝开启了11个泄洪孔，出库流量最高49,400立方米/秒，消减洪峰1/3以上；8月22日8时，三峡大坝出现最高调洪水位167.65米（超出三峡大坝“145米防洪限制水位”22.65米）；至8月23日8时，三峡库区入库流量降至35,000立方米/秒，本轮洪水结束，其间三峡枢纽工程再次拦蓄洪水76.6亿立方米，保证了下游宜昌市和荆江河段的安全。

### 水资源调度
三峡工程形成了一个巨大的水库，长江汛期到来之前，水位要消落至145米，腾出足够防洪库容迎汛。汛后再蓄水至175米，用于发电和为枯水期中下游河道补水，三峡水库有221.5亿立方米的可用防洪库容，可以有效促进洪水资源化利用，供水补水效益巨大。2010年，三峡蓄水至175米，形成了库容近400亿立方米的巨型水库，成为中国淡水资源战略储备地，三峡工程的生态补水抗旱功能得到更充分发挥和体现，有效缓解了长江中下游用水紧张局面。
2011年，长江中下游发生50年一遇大旱，三峡工程启动应急补水调度，将2010年拦蓄的水释放至下游干旱地区，有效抬高了河道水位，保障了沿线地区人畜饮水安全。
在洪水期间的水力资源，也得到了充分利用来发电。在2009年长江汛期的防洪调度中，三峡电站增发5亿多千瓦时电量。2010年，长江来水偏丰，汛期遭遇几轮洪峰，最大峰值过７万立方米／秒。通过科学进行防洪调度，三峡电站2010年增发63亿多千瓦时电量。即便是在来水偏少的2011年，通过多次对汛期中小洪水进行拦蓄，三峡电站当年也增发电量28亿千瓦时。

### 发电
三峡工程的经济效益主要体现在发电。它是中国的巨型电源点，非常靠近华东、华南等电力负荷中心，所发的电力将主要售予华中电网的湖北省、河南省、湖南省、江西省和重庆市所辖区，华东电网的上海市、江苏省、浙江省、安徽省，以及南方电网的广东省。三峡的上网电价按照各受电省份的电厂平均上网电价确定，在扣除相应的电网输电费用后，约为0.25元每度。由于三峡电站是水电机组，它的成本主要是折旧和贷款的财务费用，因此利润非常高。截至2008年10月29日，三峡电厂累计发电量达到2,700多亿度，已产生巨大经济效益和生态效益。按每度电0.3元人民币计，已经收回成本810亿元。至2013年11月30日，三峡电厂累计发电7045亿千瓦时，售电收入达1,831亿元人民币，三峡工程已经收回投资成本。26台机组投产后，年发电量可达847亿度，相当于计热电发电效率后年消耗2700万吨标准煤的发电量，因煤炭运输能耗，实际每年可减少煤耗4000-5000万吨，少排放二氧化硫200万吨、一氧化碳约1亿吨和大量工业废水，并收回成本250亿元。
在三峡建设的早期，曾经有人认为三峡水電站建成后，其强大的发电能力将会造成电力供大于求。但现在看来，即使三峡水电站全部建成，其装机容量也仅及到那时中国总装机容量的2%稍强，并不会对整个国家的电力供需形势产生多大影响。而且自2003年起，中国出现了严重的电力供应紧张局面，煤炭价格飙升，三峡机组适逢其时开始发电，在它运行的头两年里，发电量均超过了预定计划，却仍然供不应求。
|      | 2003  | 2004   | 2005   | 2006   | 2007   | 2008   |
| ---- | ----- | ------ | ------ | ------ | ------ | ------ |
| 三峡 | 8,607 | 39,159 | 49,090 | 49,249 | 61,603 | 80,812 |

|      | 2009   | 2010   | 2011   | 2012   | 2013   | 2014   | 2015   | 2016   | 2017   | 2018    | 2019   | 2020    | 2021    | 2022   | 2023   |
| ---- | ------ | ------ | ------ | ------ | ------ | ------ | ------ | ------ | ------ | ------- | ------ | ------- | ------- | ------ | ------ |
| 三峡 | 79,853 | 84,370 | 78,293 | 98,107 | 82,827 | 98,819 | 87,007 | 93,533 | 97,605 | 101,615 | 96,880 | 111,800 | 103,649 | 78,790 | 80,271 |

### 航运

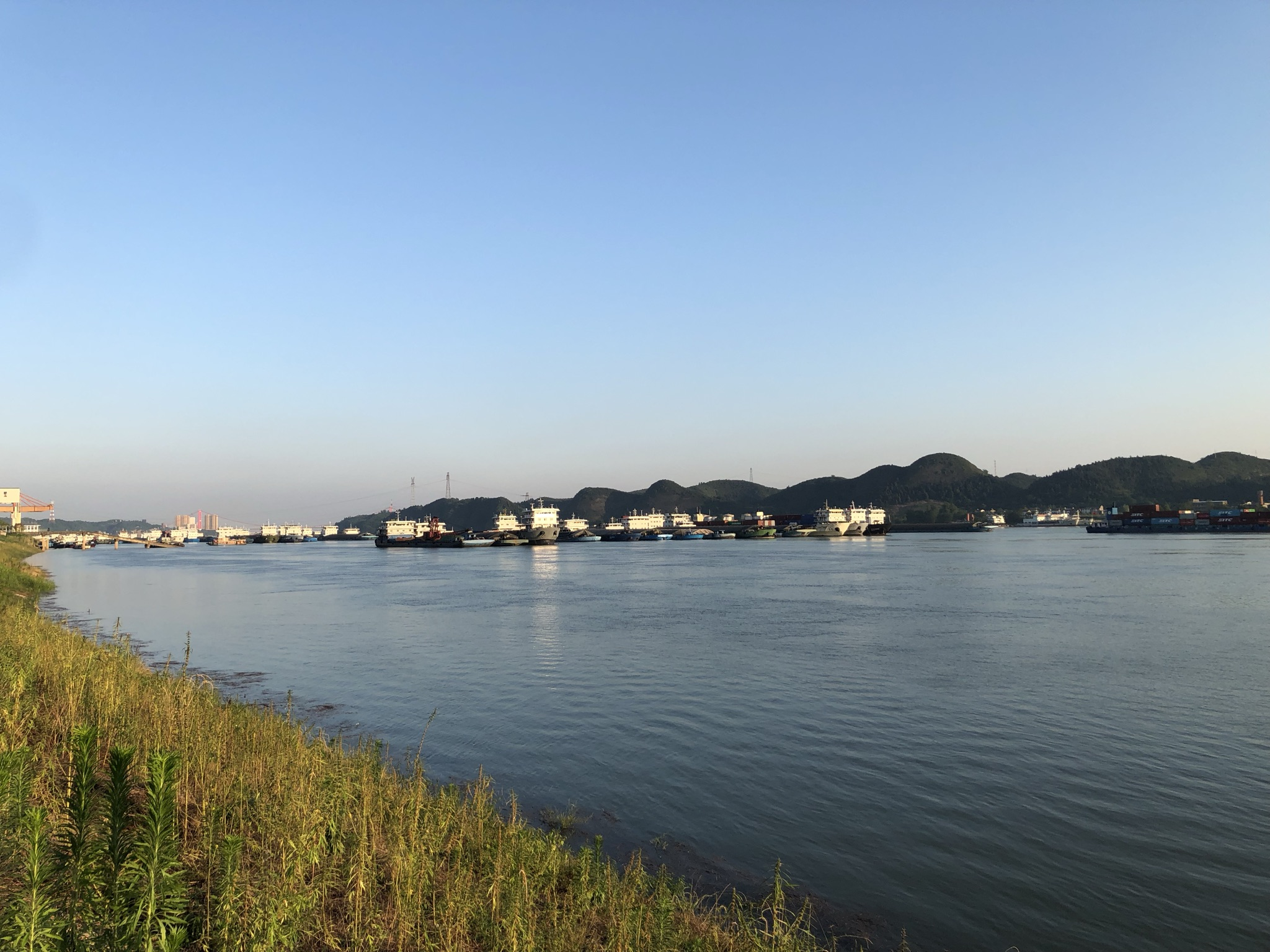
停泊在临江坪待闸锚地的等待过闸船只

自古以来，长江三峡段下行湍急，素有長江天險之稱，唐代诗人李白的詩《早发白帝城》“朝辞白帝彩云间，千里江陵一日还，两岸猿声啼不住，轻舟已过万重山。”但同时，船只向上游航行的难度也非常大，并且宜昌至重庆之间仅可通行三千吨级的船舶，所以三峡的水运一直以单向为主。到三峡工程建成后，该段长江将成为湖泊，水势平缓。枯水季节，5000吨级船舶、万吨级船队，可从上海直达重庆港。而在丰水季节，万吨级邮轮可在武汉、重庆两地航行。而且通过水库的放水，还可改善长江中下游地区在枯水季节的航运条件。
建坝前三峡的天然航道水势落差大水流急，满载的货船上行困难，因此主要以下行货运为主，上行货轮空载或轻载。且航道曲折狭窄，最窄处约100m，部分航段船舶需轮流单向行驶。最大可行驶的内河船排水量约3000吨。年货运能力约1千3百万吨。当时向川中的货运，实际由5000吨级海轮或长江平底驳船由最远上海起运至宜昌，然后在宜昌市铁路坝卸载，随即转载铁路货运列车，再沿川汉铁路入川，而不是通过船运。
建坝后，库区水流速度减慢，上行货轮货流量接近、有的年份甚至超过下行。航道变宽，可双向行驶并减少了事故率。库区和船闸最大可允许排水量12000吨的内河船行驶。年货运量多年超过1亿吨，近年达到1.4亿吨。
三峡河道、船闸可通行万吨级船舶指配合设计的内河船，吃水较浅上层建筑较矮，非指排水量万吨级的海轮，后者因长江中下游天然航道水深不足，因此早在设计武汉长江大桥及南京长江大桥时即已放弃，当时的设计标准上限为航道深度6.5米，桥下净高24米。因歧义近年改称5000吨级海轮，万吨级船队可从上海直达重庆；而武汉扬子江游船有限公司的12000吨级“总统系列”游轮则可由宜昌经三峡大坝船闸抵达重庆。三峡库区和船闸的年通航率已达95.9%，且不再如天然航道受枯水季影响。
因为三峡建成后川江航运的发展，本来预计到2030年才会饱和的三峡船闸，在2011年提前19年饱和，达到设计通过能力。三峡船闸自2003年通航以来，其通过量保持年均15%的增速，2011年超过1亿吨后，2013年第二次过亿吨。截止2013年12月7日8时，三峡船闸已运行10211闸次，通过货船40848艘次，客船2461艘次（总艘次43309），货物9165万吨，客船折算841万吨。全年日均运行31闸次，30万吨。2011年，通过三峡船闸的货运量达到1.003亿吨，提前19年达到了设计通过能力，今年预计将达到1.1亿吨左右。这个数据说明，长江航运发展的速度之快，远远超出了人们的预期，三峡船闸已经处于饱和运行状态。长江航务管理局称，截至2013年底，三峡船闸全年处于超设计天数饱和运行、满负荷高效率运转，但每天仍有大量船舶集结在坝区水域排队等待过闸，待闸已成常态。面对三峡船闸通过能力不足，应对的两套方案——“建第二船闸”以及“翻坝”（下船走快速陸地通道），正在引发相关人士的讨论。目前三峡大坝船闸已近饱和，正在计划第二船闸或干式翻坝设施，待完成后库区年货运能力将大幅超出1亿吨。

## 工程获奖
2011年9月28日召开的"大坝技术及长效性能国际研讨会"上，三峡工程被中国大坝协会评为"混凝土坝国际里程碑工程"。
2015年，国务院三峡工程建设委员会副主任委员、中国长江三峡工程开发总公司总经理陆佑楣荣获世界工程领域最高奖，世界工程组织联合会（WFEO）工程成就奖，这是中国大陆工程师首次获奖。
2016年，三峡工程获FIDIC百年重大土木工程项目奖。
2017年，三峡工程设计总负责人长江水利委员会总工程师郑守仁获国际大坝委员会终身成就奖。
2019年，长江三峡枢纽工程项目提名2019年度国家科学技术进步奖特等奖。2020年1月10日，三峡枢纽工程荣获2019年度国家科学技术进步奖特等奖。

## 影响与争议
从三峡工程筹建的那一刻起，它就与各种争议相伴。早期的不同意见多偏重于经济和技术因素，普遍认为经济上无法支撑，技术上也无法也难以实现预定目标，并且移民的难度极大。争议还包括：三峡工程对当地地质的影响，对气候的影响等。
到了1980年代后，随着改革开放的持续，中国国内关于三峡工程的争论更加广泛，涵盖了政治、经济、移民、环境、生態、文物、旅游等各个方面。

### 政治争议
三峡工程的支持者们相信该工程将具有巨大的经济和社会效益，并能拉动整个国家国民经济的发展。而反对者们则认为该工程劳民伤财，是政府领导人好大喜功、打算青史留名的表现。
1992年国务院向全国人大提交三峡工程建设议案的举动，便被广泛质疑是江泽民、李鹏等人刻意要把三峡工程办成「铁案」。当时有人认为人大代表多非专业人士，由他们来决定工程的命运并不合适。而即使在审议过程中，人大代表们也普遍反映国务院提交议案中的可行与不可行理由严重不对称，甚至还抱怨官方用种种手段干扰和影响人大代表的决策。1992年4月7日该议案终于进入表决程序，共有2,633名人大代表参与表决，结果是赞成1,767票，反对177票，弃权664票，未按表决器的有25人。表决虽然获得通过，但赞成票只占出席代表总票数的三分之二左右（67.1%），是迄今为止中国全国人大所通过的得票率最低的议案（61.1%）。

### 移民问题与区域经济

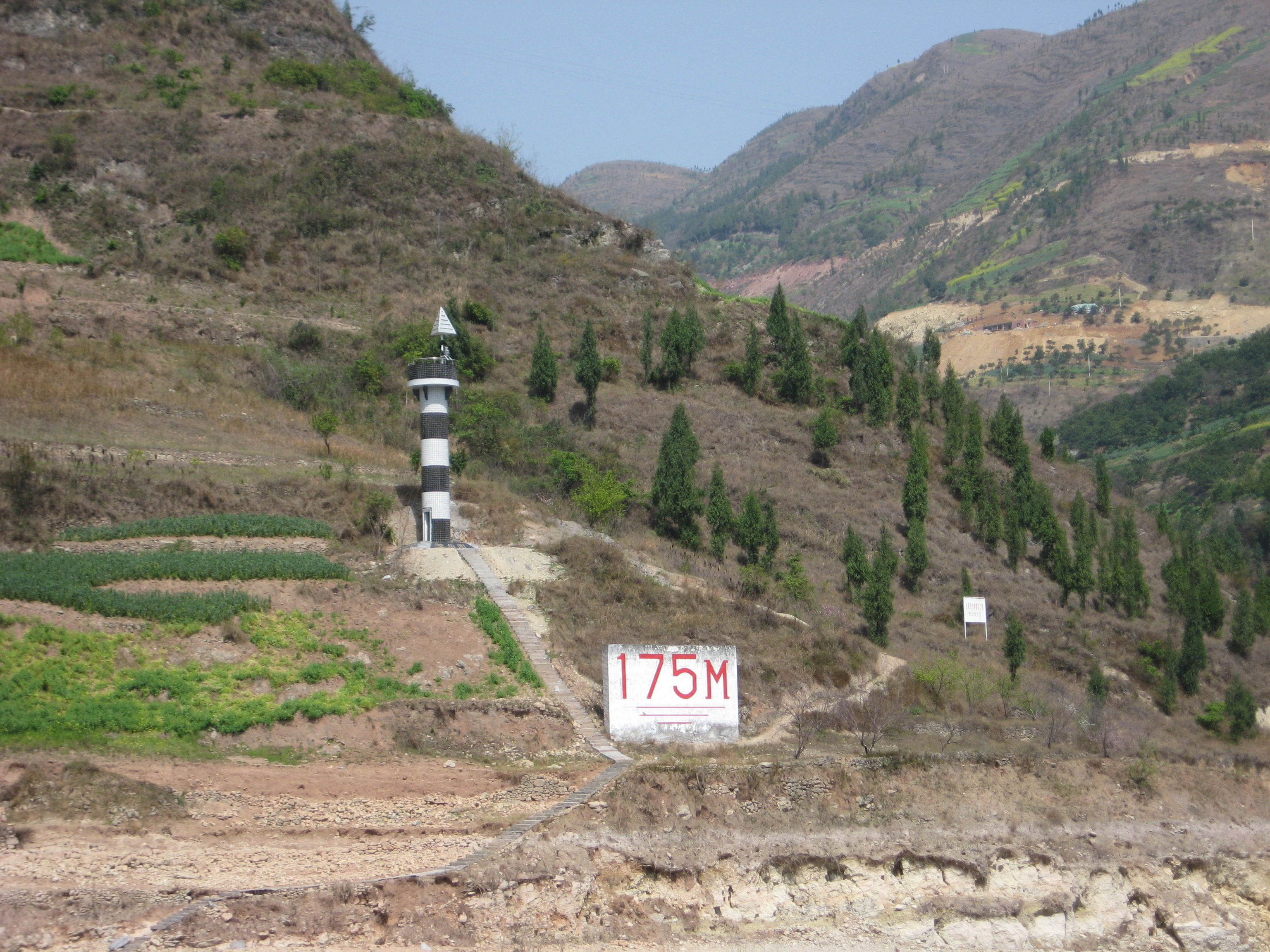
三峡库区内一处175米线

三峡地区辖区面积8万余平方公里，其中耕地面积908万亩，人均耕地面积只有1.08亩。1760万人口中农业人口高达1583万人，城市化严重不足，1984年的GDP仅为89.82亿元人民币，人均511元，远远低于当时中国的平均线。川东地区流传一句话，“养儿不用教，万涪黔走一遭”，来形容当地的贫穷。
作为三峡库区于1997年合并入重庆的15个区县因移民造成严重失业，进一步加剧了贫困问题，而由于这些城市并入相对发达的重庆，更造成重庆市城乡极为悬殊的经济差距（2009年达到了500%）。2011年的报导称，三峡工程上马导致库区2,000多家企业被关闭，失业者大增。库区经济以“吃财政饭”为主，税收持续下降。2010年BBC中文网报导称，属于三峡库区的万州当地城镇失业率8.1%，21.9%的城镇移民靠低保生活。三峡库区的涪陵及其以下8个区县，当地城镇失业率8.95%，人均GDP是重庆主城9区的20%不到，全国平均水平的50%。很多移民和搬迁安置款项没有到位，造成了重庆主城区与三峡库区居民严重的对立情绪和冲突。
由于三峡移民的巨大规模，政府认为有必要把整个移民的川东地区统一管理。1997年3月14日，在第八届全国人民代表大会第五次会议上，审议通过了将原四川省重庆市、万县市、涪陵市、黔江地区合并设立重庆直辖市的议案；同年6月18日，重庆直辖市政府机构正式重新挂牌。
移民是三峡工程最大的难点，在工程总投资中，用于移民安置的经费便占到了45%。当三峡蓄水完成后，淹没了兴山县等129座城镇，其中包括大型城市万州、中等城市涪陵和十多座小城市，预计移民数量将大大超过工程初期计划的数量，涉及移民超过120万人，涉及湖北、重庆的20个县、区（市），安置地遍及全国10余个省（直辖市），历时长达20余年，为世界之最。移民的安置主要通过就地后靠或者就近搬迁来解决，但后来发现，水库淹没了大量耕地，从而导致整个库区人多地少，生态环境趋于恶化，于是对农村人口又增加了一种移民方式，就是由政府安排，举家外迁至其他省份居住，目前已经有大约14万名库区移民迁到了上海、江苏、浙江、安徽、福建、江西、山东、湖北（库区外）、湖南、广东、重庆（库区外）、四川等省市生活。2007年起，由于生态环境问题（包括三峡水库蓄水后引起的大量滑坡和岩崩），三峡大坝附近地区还将有400万居民在未来10—15年移居别处。
1997年重庆直辖市成立以后，GDP总量在全国的位次居第22至24位。從1997年至2008年的12年間，有4年GDP年增长率低于10％，8年高于10％。GDP总量的发展，2003年突破2千亿元，2008年突破5千亿元。人均GDP的发展，1998年突破5千元（全国1995年突破5千元），2005年突破1万元（全国2003年突破1万元）。2012年重庆人均GDP达39083元，超过38449元的全国人均GDP水平。

### 泥沙淤积和水位问题

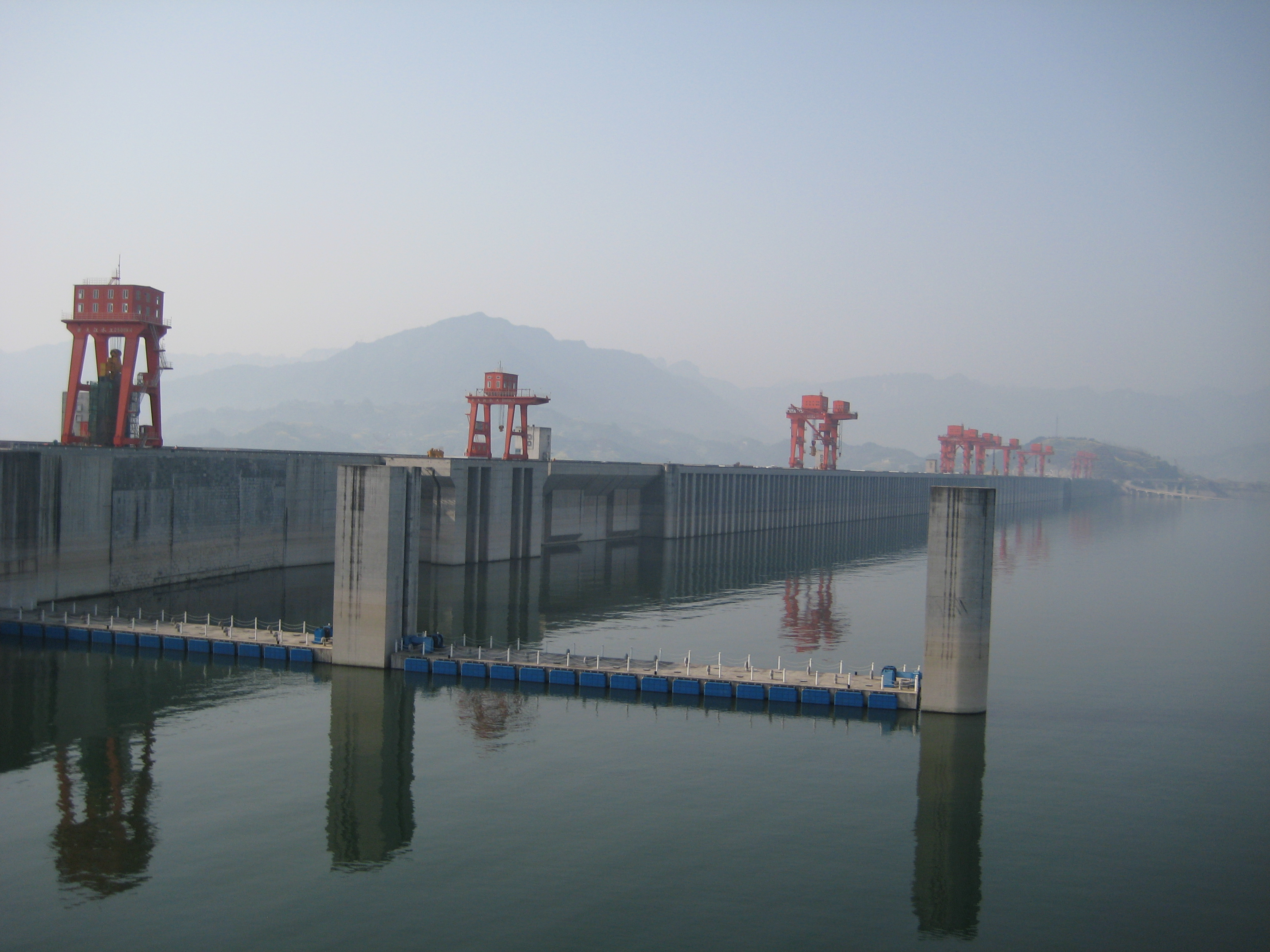
三峡大坝

由于有三门峡水电站的前车之鉴，因此泥沙问题始终是三峡工程技术讨论的重中之重。据测算，长江上游江水每立方米含沙1.2千克左右，每年通过坝址的沙量在5亿吨以上。在三峡工程未建前，这些泥沙大量淤积在曲折的荆江河段，抬高了河床水位，并威胁到整个江汉平原和洞庭湖平原的安全。
当三峡水库形成后，受水势变缓和库尾地区回水影响，泥沙必然会在水库内尤其是大坝和库尾（回水的影响）淤积。不过乐观者认为，长江的含沙量有季节性差异，汛期江水中的含沙比例比枯水期大，因此三峡水电站可以采用“蓄清排浑”的方法来应对，即在汛期时加大排水量使浑水出库，在枯水季节大量蓄积清水，便可以减少泥沙在水库内的淤积，这种方式与目前水电站的一般运行方式基本一致，所以不用过于担心三峡的泥沙淤积问题。他们认为在三峡蓄水的初期，排沙比例只有30%至40%，将发生轻度淤积，但主要是填充死库容，影响不大，随着水库运行时间的增长，排沙比例会逐渐提高，在80至100年后，将基本达到平衡，不再出现新的淤积，旧有淤积也可以通过由临时船闸改建的泄沙通道和加强疏浚等方法清理。那时水库将依然保持90%左右的库容，不会对发电、航运以及沿岸城镇尤其是重庆造成重大的不良影响，而且随着长江上游植树造林、水土保持工作的进展，江水的泥沙含量也将缓慢下降。
但是工程的反对者如黄万里等认为，长江上游河流所携帶的除了泥沙，还有颗粒较大的鹅卵石，在三峡大坝筑起后将极难排出，会造成堵塞，并向上游延伸，进而影响重庆。此后在2002年10月，国务院批准由三峡总公司承建长江上游干流金沙江上的乌东德、白鹤滩、溪洛渡和向家坝等四座巨型水电站，其建设目的之一就是为了分担三峡库区的泥沙淤积，减缓三峡库区的泥沙淤积速度，这也再度引起人们对三峡泥沙问题的担忧。
与泥沙淤积问题同样极具争议的，还有水位问题。在三峡蓄水至135米后，有人发现从大坝到库尾之间的水位落差多达34.7米，远远超过了工程论证报告认为的0.4米，因此担忧重庆可能会在三峡完全蓄水后被淹没。不过三峡验收组副组长潘家铮对此解释，论证报告中计算的是满蓄水后的情况，而现在的库尾水位其实是天然水位，它和大坝水位目前存在着巨大落差并不令人意外。
三峡大坝可行性论证中关于水库水力坡度的论证被质疑存在错误，因此会造成更多淹没地区和移民数量，甚至称之为“高峡出斜湖”。2010年10月26日，三峡大坝蓄水至175米时，重庆寸滩港的水位为175.91米，相差不足1米。
2018年10月28日，重庆万州一辆公交车越过中心线，与相向行驶的小轿车相撞后冲破万州长江二桥的护栏，坠入三峡水库（2018年重庆万州公交车坠江事故）。打捞过程中遇到困难，水非常浑浊，能见度差，很可能公交车陷入淤泥，说明泥沙淤积严重。此外，根据三峡工程的可行性论证或者三峡工程初步设计，坠落处应有80米水深，但实际报道的打捞水深为74米（一说71米，还有报道说车辆位于水下约68米处），进一步表明泥沙淤积问题严重。

### 生态环境问题

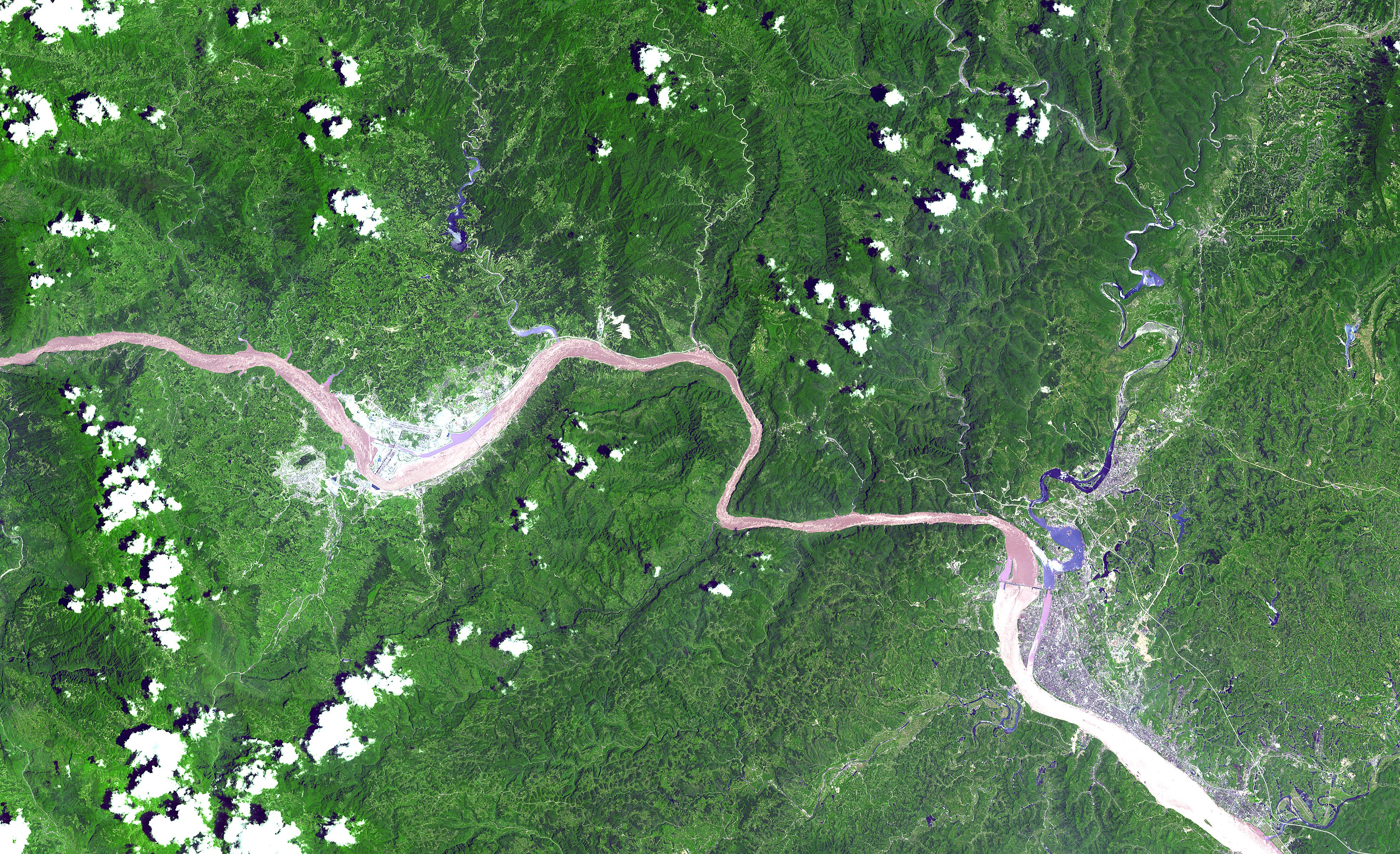
三峡库区的地理位置（三峡水电站在图中左侧，葛洲坝在右侧）

三峡工程对环境和生态的影响非常广，其中对库区的影响最直接和显著，对长江流域也存在重大影响，中国工程院的评估报告认为，認為長江三峽大壩會改變當地氣候，不過至今為止該現象尚且有爭議。
库区人们对三峡工程影响环境的最大担忧来自于水库的污染。目前三峡两岸城镇和游客的排放的污水和生活垃圾，都未经处理直接排入长江。在蓄水后，由于水流静态化，污染物不能及时下泄而蓄积在水库中，因此已经造成了水质恶化和垃圾漂浮，并可能引发传染病，部分城镇已在其他水源采集生活用水。同时大批移民开垦荒地，也加剧了水体污染，并产生水土流失的现象。对此，当地政府正在大力兴建污水处理厂和垃圾填埋场以期解决污染问题，如果发现污染过于严重，也可能会采取大坝增加下泄流量来实现换水。蓄水后，库湾及支流回水区多次出现水华现象，主要是由于回水区水流减缓，严重的只有1.2厘米／秒，几乎不再流动，引起扩散能力减弱，使库周围近岸水域及库湾水体纳污能力下降。
重庆三峡库区污染问题有七成是农业生产以及农民生活对环境造成的污染，已经大大超过了工业污染水平。
根据葛洲坝水电站的运行经验，三峡工程将会对周边生态造成严重的冲击。因为有大坝阻隔，鱼类无法正常通过三峡，它们的生活习性和遗传等会发生变异。三峡完全蓄水后将淹没560多种陆生珍稀植物，但它们中的绝大多数在淹没线以上也有分布，只有疏花水柏枝和荷叶铁线蕨两种完全在淹没线以下，现均已迁植。现三峡库区森林覆盖率已相比50年代的20%降到了10%。
研究报告显示，三峡工程水库的运行，导致了库区富营养化进程加快和支流、库湾藻类水华频发。大坝清水下泄引起长江干流河道剧烈冲刷，使得坝下河道水文情势变化，进而造成中游通江湖泊江湖关系改变，使得湖泊水情与湿地生态明显调整。长江特有鱼类繁育和四大家鱼鱼类产卵场以及珍稀水生动物生存等受到严重影响。
三峡蓄水后，水域面积扩大，水的蒸发量上升，因此会造成附近地区日夜温差缩小，改变库区的气候环境。由于水势和含沙量的变化，三峡还可能改变下游河段的河水流向和冲积程度，甚至可能会对东海产生一些影响，并进而改变全球的环境。但是考虑到海洋的互通性，以及长江在三峡以下的一千多公里流程中还有湘江、漢江、赣江等多条重要支流的水量汇入，因此估计不会对全球海洋和气候环境造成较大的影响。而且环境的变化是由多种可变因素交织形成的，极其复杂，所以也无法确定三峡工程对环境影响的确切程度。

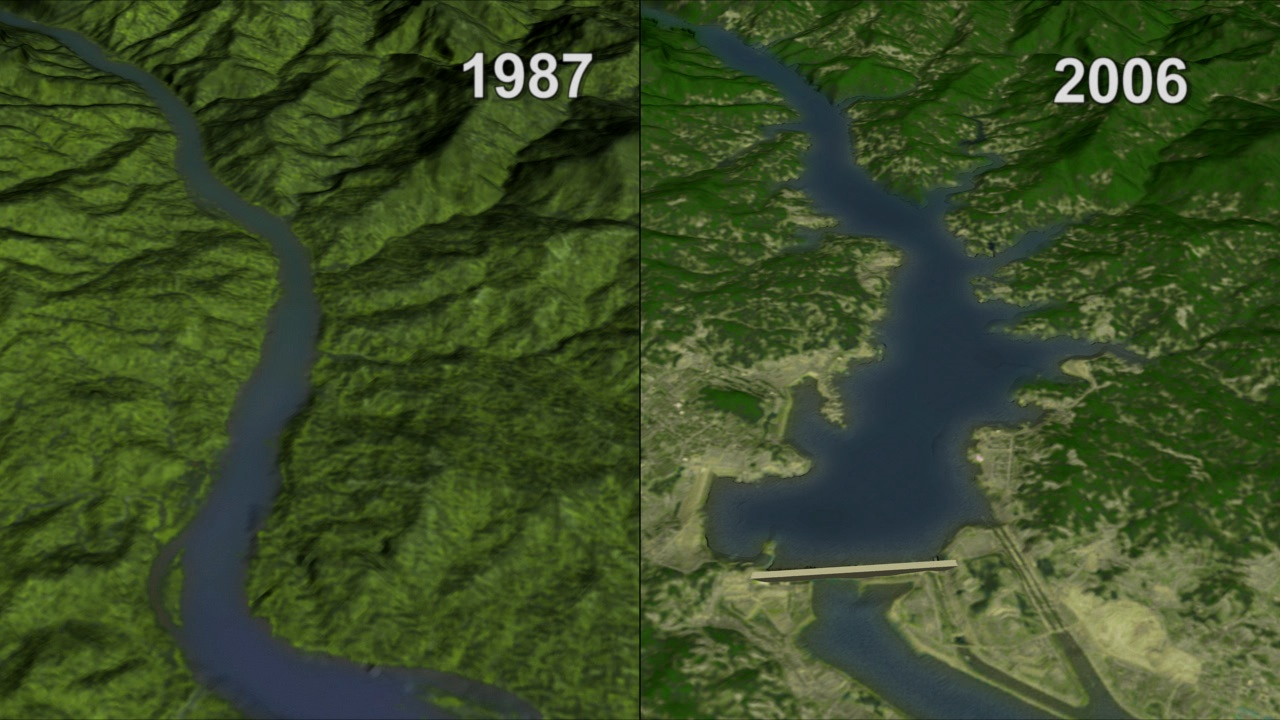
三峡大坝建成前后长江三斗坪段水域变化图

三峡工程会对环境产生有益的作用。水能是一种清洁能源，三峡水电站的建设，将会代替大批火电机组，使每年的煤炭消耗减少5000万吨，并减少二氧化硫等污染物和引起温室效应的二氧化碳的排放量，间接实现了环保。
三峡工程可行性研究生态环境组的报告曾论证大坝建成后库区气候会趋于“冬暖夏凉”，才可能在库区大规模发展柑桔园，才“可以在当地安置农村移民”。三峡工程进行可行性生态与环境组Ⅱ组组长方子云说：三峡水库形成后，“极端最高气温可下降约4摄氏度，极端最低温度增高3摄氏度左右。”在2006年夏，四川省和重庆市遭受中国建国以来最严重的旱灾和高温，重庆市綦江出现了历史最高气温44.5度摄氏度。但在2007年夏天，四川盆地遭受了自1998年洪水以来最大的降雨，证明了三峡大坝并不直接导致旱灾，最多间接导致旱灾。
2011年3月之后，长江中下游地区遭遇历史罕见的干旱，降水达到50年来最低水平，三峡工程再次被公众推到浪尖上。然而这次干旱的主因是当年上半年度长江中下游地区尤其是两湖地区总体降水严重减少所致，与三峡工程并无直接太大联系。而且三峡工程在这次大旱中发挥出巨大作用，由于及时向下游放水，在一定程度上缓解了旱情。

### 地质灾害问题

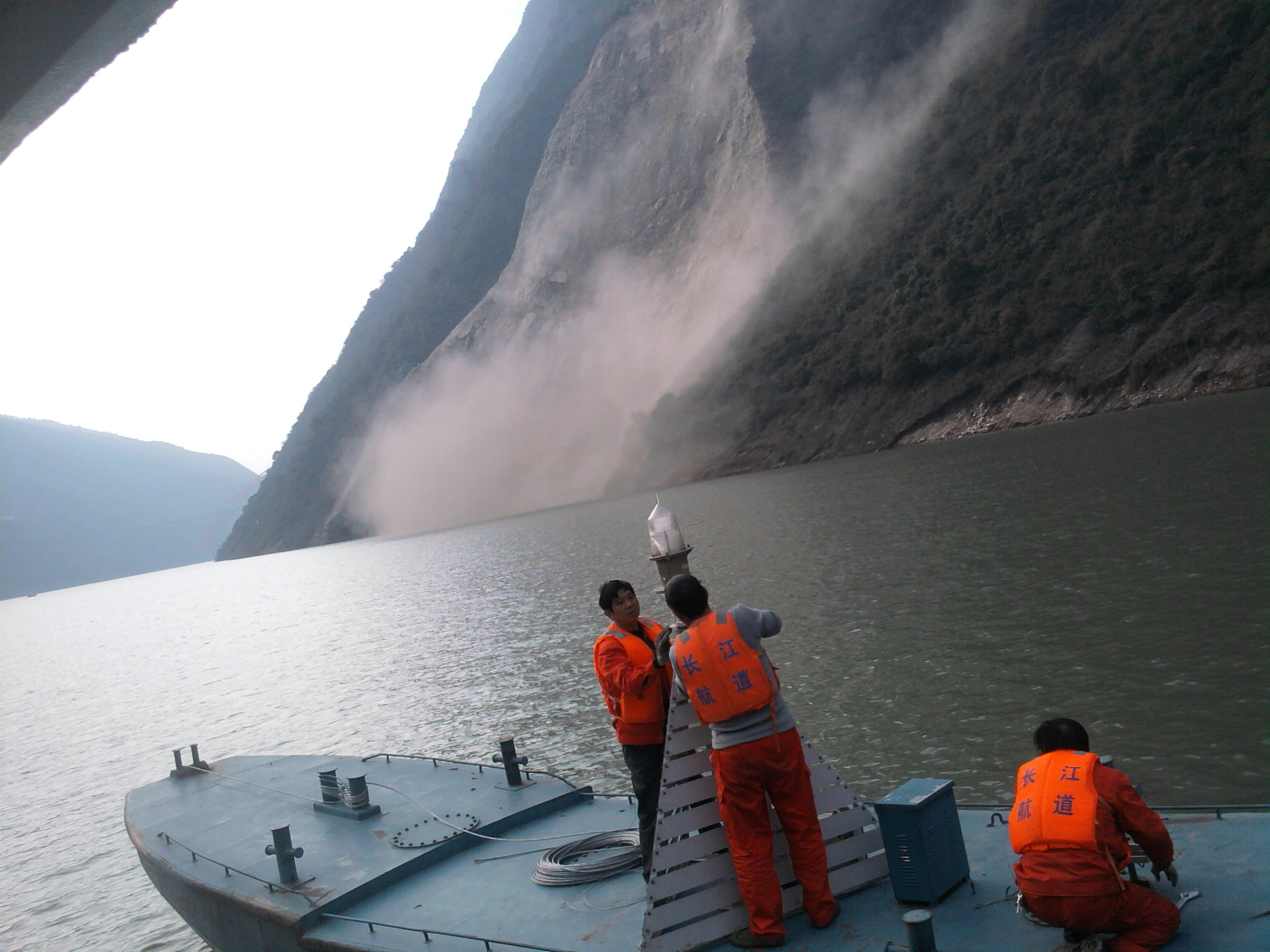
重庆市巫山县巫峡北岸任家坡山体坍塌，长江重庆航道局巫山航道管理处在设置警示浮标，摄于2008年11月25日

三峡大坝蓄水容量（库容）为100亿立方米以上，由于坝底压力巨大，渗流要比蓄水前高很多，不仅影响地下水水位，还会对周围地质条件产生影响。根据统计资料，库容小于0.1亿立方米的小型水库，其发震概率小于万分之一；0.1亿至1.0亿立方米的中型水库，发震概率小于千分之一；1.0亿至10亿立方米的大中型水库，发震概率大于百分之一；大于100亿立方米的大型水库，发震概率则大于十分之一。三峡水库库容极大，因此必然会增加库区地震的频率。但支持工程的人士认为，当时论证坝址时，非常重要的一个考虑因素就是地质条件，三斗坪附近的岩体比较完整，断裂少，历史上也极少发生有感地震，因此不大可能发生破坏剧烈的强震。三斗坪的上游地区，地质条件主要是碳酸盐岩，发生地震的可能性较大，但烈度估计最高也不会超过6级，而三峡的主要建筑物都是按照防7级地震烈度来设计的。由于三峡两岸山体下部未来长期处于浸泡之中，因此发生山体滑坡、塌方和泥石流的频率会有所增加，这将是三峡工程所能造成的主要地质灾害。而工程的反对者们则质疑论证过程只考虑了地质的静态状况，没有考虑蓄水后可能带来的地质条件质变。蓄水后，库区微震已经明显增多。。
由于三峡工程建设过程中大规模的开山动土，使本来就脆弱的三峡生态环境，更雪上加霜。造成库区周围的建筑裂缝，山体滑坡加剧。由于三峡工程而新建的新县城比如湖北的巴东县信陵镇黄土坡社区和奉节的宝塔坪都由于严重滑坡，使新县城不得不转移阵地，但是由此也造成巨大的经济损失。另外三峡工程诱使库区周边的地震多发，据统计，自2003年蓄水以来，奉节发生地震14次，最大震级2.9级，其中五次为有明显震感的地震。水库诱发的地震一般发生在近坝区，它和普通地震的最大区别是：震源更浅、破坏性更大。而为了治理这些灾害，截至2010年3月中国已经花费了120亿元人民币。 重庆山下库区近一半的地区存在水土流失，石漠化严重。三峡库区重庆境内有超过一万处隐患点。截至2010年已发生地质灾害（险情）252处。
截至2010年5月，自三峡工程175米试验性蓄水以来，新生突发地质灾害增多。库区共发生形变或地质灾害灾（险）情132起，塌岸97段长约3.3公里，紧急转移群众近2000人。在二、三期地质灾害防治规划范围外已发生新生突发性灾（险）情30多处。

### 对景观与古迹的影响

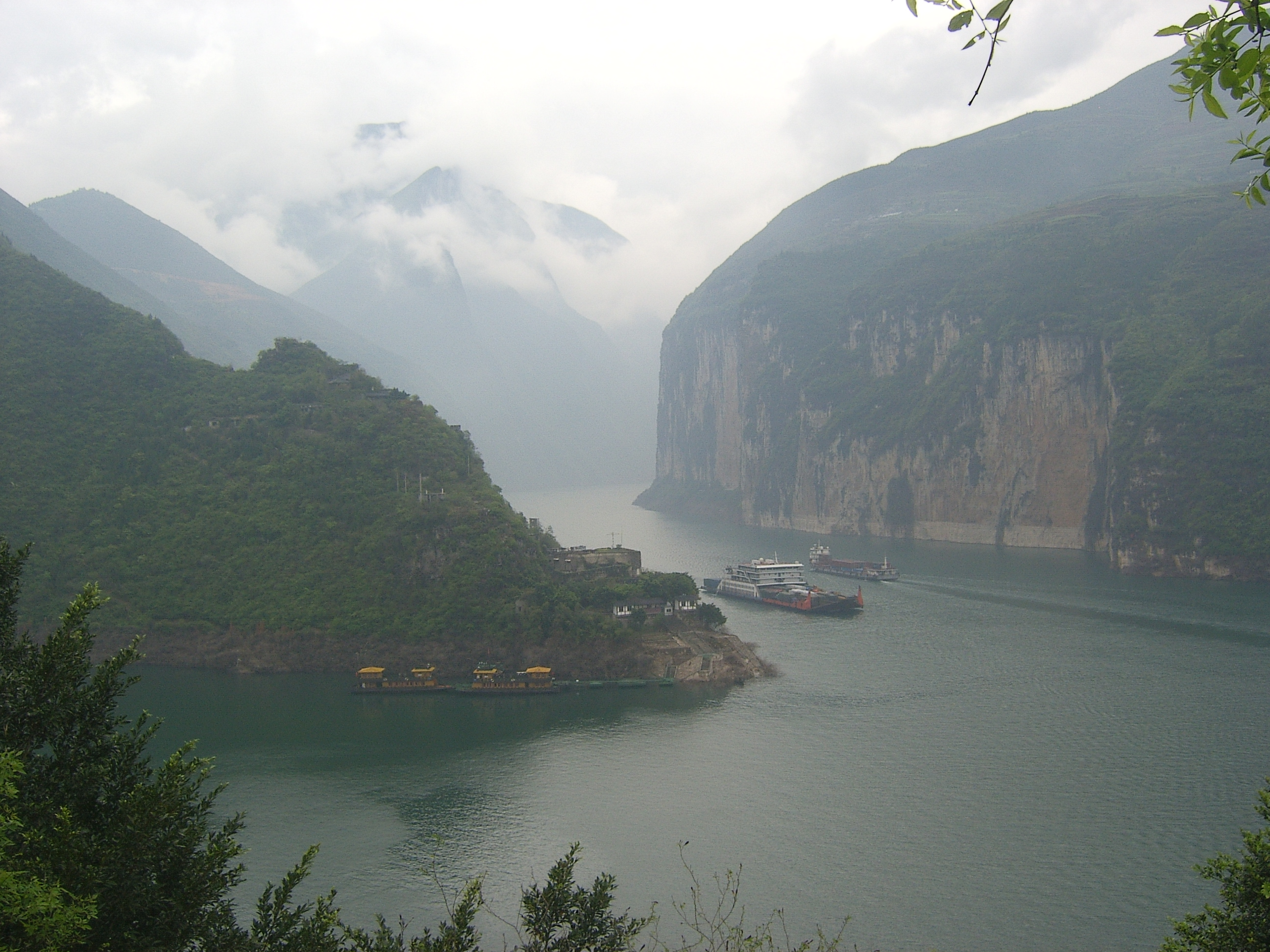
蓄水后的瞿塘峡

长江三峡是中国著名的风景名胜区，它起自重庆奉节县白帝城，蜿蜒约200公里至湖北宜昌南津关，由瞿塘峡、巫峡和西陵峡组成，沿途地形险峻，山川秀丽，古迹众多。在水库满蓄水后，三峡的峡谷感将会受到一定程度削弱，但是三峡两岸山势原本高拔陡峭，“夔门天下雄”等山峦多在1000米以上，因此视觉观感并不会差异太多。同时，蓄水后，原先一些幽深的景区也将更加便于游人探访。不过，由于旅游机构在1990年代广泛宣传了“告别三峡游”，使得人们普遍认为蓄水后的三峡景致不再，因此自2003年以来，三峡的旅游业便一落千丈。
三峡周边在古代是巴文化和楚文化的交汇地。水库淹没区已探明的文物点有1200多个，从1992年起文物部门便开始进行抢救性发掘，预计可在2009年蓄水完成前抢救、保护完毕。此外，政府还对其中的全国重点文物保护单位和其他重要古建筑文物设立专案、拨给专款予以保护。
白鹤梁题刻位于重庆涪陵区城北长江江面上，是一组天然石梁，长度约1,600米，有题刻165段，石鱼18尾，揭示当地自唐代至清代间的72个年份的枯水资料，是世界上所发现的时间最早、延续时间最长、数量最多的水文题刻。三峡蓄水完成后，白鹤梁将永远淹没水中，文物部门已经在其周围建设了巨大的水下无压透明容器以方便游客观赏和学者研究，使之成为世界上第一座水下的博物馆。
张桓侯庙位于重庆云阳县县城的对岸，依山傍水，是纪念三国名将张飞的巨大祠庙建筑群，古建、碑刻等颇多。庙前有“江上风清”四个大字，从长江上抬眼望去，极其宏伟。2002年至2003年，文物部门按照“整旧如旧”原则对张桓侯祠实施了整体搬迁，新址在新云阳县城的对岸，东距原址32公里。
石宝寨位于重庆市忠县石宝镇，其35米高的寨楼，是中国唯一一座穿斗式构架的高层木建筑，被誉为“世界八大奇异建筑”之一。寨后有山，拔地而起，四面陡峭如印，名“玉印山”，山与寨浑然一体。由于地势较高，石宝寨在三峡蓄水后将会成为一座孤岛，四面被水环绕。但是由于水位的抬高，使其下的山石有可能软化、崩解，因此文物部门在其周围建造了一道巨型围堤，包围住整个山寨。
丁房阙—无铭阙均为位于重庆忠县境内的汉代石阙。丁房阙为双阙，坐落在忠县县城，是罕见的庙前阙。无铭阙位于忠县县城外的古驿道旁，原为双阙，今仅存右阙。现在这两组汉阙现在都已搬到了地势较高的忠县白公祠内。
此外，地方政府还对千年古镇大昌镇和屈原祠等实行了整体搬迁，对原本的三面临水的白帝城实施原址保护，使之成为一座江中岛，而夔州古城（奉节县城）等无法搬迁保护的就只能永埋水底。

### 资金筹集问题
1992年三峡工程建设启动时，中国国务院决定，除西藏、贫困地区的农业排灌用电、县及县以下的孤立电网外，电价每度加价3厘钱，与葛洲坝电厂上交利润一并作为三峡建设基金。之后十多年里，每度电加收价格慢慢上涨，甚至有局部达1.24分。该金额总体收入不明，仅有《中国三峡建设年鉴(2009)》表述的2008年底三峡总公司（续存机构为三峡集团）筹集三峡基金1070.96亿元的记录。三峡工程完工后三峡建设基金改名为国家重大水利工程建设基金继续征收，收费年限从2010年1月1日起，至2019年12月31日止，基金用于南水北调工程和三峡后续工作，其中用于三峡后续工作的资金是1238亿元。三峡上网电价为0.25元，低于火电等其他发电方式，体现了一定的补偿意义。2017年以来该基金征收标准多次下调。财政部于2019年发布通知宣布将国家重大水利工程建设基金征收期限延长6年至2025年12月31日，同时将标准再降低50%。此次下调后，实际执行标准为最初征收标准的28.1%。

### 工程建设相关问题

#### 贪腐问题
三峡工程自开工以来，就一直有媒体报道其中存在部分贪污腐败现象。到2004年末，查处的贪污资金已有4000多万，大部分都是挪用或者侵占移民款。丰都县国土局局长黄发祥私吞了高达1207万元的移民款，这一数额在当时堪称天文数字，在2003年被执行注射死刑。2007年6月29日，中华人民共和国审计署公佈了三峡工程审计结果，因结算管理和合同管理不够严格增加建设成本4.88亿元。2013年中国审计署公布，经过审计调查，长江三峡大坝工程共被查出76起违法和经济犯罪案件，涉案人数多达113人，违规金额达人民币34.45亿元。2014年3月，三峡集团公司领导层改组，董事长曹广晶、总经理陈飞“另有任用”，再次引发外界对三峡高层贪腐问题的关注。
三峡集团每年招标的工程总规模至少在100个亿以上。2014年以前，绝大部分都没有经过正规招标，几乎全内定。媒体称“三峡集团招标沦为腐败温床”。
2023年10月26日，江苏省徐州市中级人民法院一审公开开庭审理了湖北省人民政府原党组成员、副省长、三峡集团原董事长曹广晶受贿、泄露内幕信息一案，涉案超2.16亿。2024年5月24日，江苏省徐州市中级人民法院一审宣判，对曹广晶以受贿罪判处无期徒刑 。
《南方都市报》发文称，“中国曾经一度把全部力量聚集在建设这一浩大工程上面，不仅为其投入了巨资，而且给予了巨大的权力，但对权力的监督基本上是没有的。”
中国官媒称三峡集团腐败案幕后不排除有“老老虎”，外媒猜测箭指李鹏家族。李鹏之女李小琳被称为“电力一姐”。

#### 环保手续违规
2005年1月，国家环境保护总局公布了三十个未办理环保手续就违规开工的工程项目名单，其中包括三峡电源电站和三峡地下电站。三峡总公司一开始对此极力争辩，并不顾环保总局的停工命令，继续施工，双方互不讓步，形成顶牛之势。后来在国家发展和改革委员会的调解下，三峡总公司被迫认错停工，缴纳罚款。直到2005年4月，在补办完所有手续后，方又重新开工。

#### 工程品質问题
2004年1月30日，美国之音报道指，中國工程院院士、清華大學水利系教授張光曾表示三峡工程品質不好，施工质量不好，原因是施工技术、施工水平、管理水平不如外国，但大壩是倒不了的。
2002年三峡施工期间，大坝即出现裂缝，宽度可以插入成年人手掌，最深的有2米多。
2003年三峡水库蓄水前，国务院三峡工程验收组在大坝表面发现了80多条裂缝，此事经媒体披露后，引起社会上对三峡工程品質的纷纷议论。但据验收组副组长潘家铮解释，这些裂缝的确存在，但极为细微，最宽不超过0.2毫米，对大坝安全几乎没有影响，而且这些裂缝的产生均为技术问题，绝非品質问题，世界上其他一切水电站也都存在这种裂缝。
2019年旅居德國的水電專家王維洛發表研究，包括變形、滲漏。並引用另一位學者（馬可安）的研究表明每立方米混凝土僅用了16.5公斤鋼筋，"比豆腐渣工程還豆腐渣工程"。

### 溃坝的假设
1985年，第六届全国政协经济建设组组织的调查组（组长孙越崎）做出《三峡工程问题调查报告》，反对兴建大坝，在诸多原因中，提出因战争溃坝而毁灭长江中下游平原的担忧。1991年2月，中国力学、应用数学家钱伟长在《海湾战争点的启示》一文中，再度提了这一担忧。三峡大坝完工、运行至今，对大坝可能溃坝的讨论仍在持续。溃坝原因主要是三个方面的假设：外来军事攻击、自身工程质量问题、自然灾害。无论是否承认三峡大坝存在溃坝的可能性，与钱伟长的观点一般，认为最严重的溃坝后果是毁灭长江中下游平原，数亿人受灾。
2019年以来，两岸三地舆论中，出现三峡大坝坝体已变形、即将溃坝的观点。中国官方、专家和媒体对于此类观点有过论证、反驳。有评论指，中国大陆方面的论述“似乎都无法动摇一些舆论对三峡大坝‘迟早出事’的坚持和追逐”，“这种无视事实而执拗于传闻的背后”是反中共和反中国大陆的意识形态。

#### 外来军事攻击造成溃坝
在国防安全方面，钱伟长等人担心一旦中国卷入战争或者恐怖主义袭击时，三峡大坝将成为受袭的目标，最终溃坝，波及下游数亿民众。不过乐观者认为，轰炸这种关系数亿人民生命的民用目标是严重违反国际法的行为，在现代战争中不会出现。同时，三峡大坝极其庞大，一般恐怖组织所使用的手段都难以对大坝造成整体性损毁，即使是炸较薄弱的船闸，由于有五级船闸，而且建于与大坝并不相连的坛子岭，因此也不会引起溃坝。
由于台海军事对立的缘故，美国国防部在2004年5月曾提出中華民國國軍攻击三峡大坝的观点。而在当年6月9日，立法院國防委員會质询中，时任中華民國國防部副部长蔡明宪答询表示，“台湾有能力做这类攻击，但不会瞄准三峡大坝，也不会挑衅。”

#### 工程质量问题造成溃坝
三峡大坝完工后，工程质量成为关注焦点。2019年以来，对大坝质量质疑在于，坝体已发生肉眼可辨的变形、即将潰壩。2019年6月底，长江汛期期间，Twitter用户附上兩幅Google Map的衛星圖作比較，一幅顯示大壩呈直線並無異樣而另一幅則顯示大壩有扭曲變形的情況。7月初，已引发中国大陆舆论关注。其後三峽集團澄清，指Google衛星圖並非由衛星直接拍攝，而是基於一系列演算法處理形成，因此在顯示某些場景時會出現偏差，更表示大壩運行正常。出现扭曲狀況图拍摄于2018年2月23日，而Google地球2018年9月拍摄的另一张图片显示大壩一切正常。后来《新京报》称三峡工程的坝体变形处于弹性状态，并且在设计的允许范围内，三峡工程专家组组长陈厚群院士表示水壩體隨著水季都有水平方向位移，三峽壩目前在正4.63mm至負0.24 mm之間來回彈性，不足一公分，所以水泥物體彈性變形只能在精準測量工具中顯現；例如激光測量儀，無法達到肉眼明顯可見的程度，若達此程度的結構物早已碎裂崩塌。亦有人质疑Google卫星地图建筑物的影像会受大气环流、天气、地形修正数据错误等因素影响产生扭曲形变，如世界第二大水电站——巴西与巴拉圭之间的伊泰普大坝，Google地图上看也是严重扭曲。
2020年中国南方水灾期间，三峡大坝变形、即将溃坝论再起。7月10日，中国电信湖北宜昌分公司与中国中央电视台联合开通三峡大坝“云监控”网络直播，采用5个机位、800万像素高清可旋转摄像头24小时公开直播三峡大坝各角度状态。

#### 自然灾害造成溃坝
三峡大坝对地震、洪水等自然灾害，均有一定的抵抗能力。2010年7月19日，中国中央电视台《新闻1+1》节目中，评论员白岩松转述长江水利委主任蔡其华的观点，“今年不能把全部的希望都寄托到三峡大坝上”。引发中国民众对三峡大坝防洪能力的关注，是为三峡大坝防洪能力报导争议。

### 引用
1. ↑  仲志余; 胡维忠; 丁毅. . 中国工程科学. 2011, 13 (7): 38–42  [2020-06-23]. （原始内容存档于2021-02-25）.
2. ↑  中国水力发电工程学会. . 2014-09-29  [2020-07-12]. （原始内容存档于2019-07-10）.
3. ↑  2020年全年累计生产清洁电能1118亿千瓦时 三峡电站创单座水电站年发电量世界纪录中央纪委国家监委网站，2021-01-01 07:05
4. ↑  . People's Daily.   [2009-08-01]. （原始内容存档于2009-04-13）. See also: . News.xinhuanet.com.   [2009-08-01]. （原始内容存档于2009-04-11）.
5. ↑  Lin Yang. . Time. 2007-10-12  [2009-03-28]. （原始内容存档于2007-10-13）. The giant Three Gorges Dam across China's Yangtze River has been mired in controversy ever since it was first proposed See also: Laris, Michael. . Washington Post. 1998-08-17  [2009-03-28]. （原始内容存档于2020-06-15）. Officials now use the deadly history of the Yangtze, China's longest river, to justify the country's riskiest and most controversial infrastructure project – the enormous Three Gorges Dam. and Grant, Stan. . CNN. 2005-06-18  [2009-03-28]. （原始内容存档于2009-09-24）. China's engineering marvel is unleashing a torrent of criticism. [...] When it comes to global challenges, few are greater or more controversial than the construction of the massive Three Gorges Dam in Central China. and Gerin, Roseanne. . Beijing Review. 2008-12-11  [2009-03-28]. （原始内容存档于2009-09-22）. ..the 180-billion yuan ($26.3 billion) Three Gorges Dam project has been highly contentious.
6. ↑  Lin Yang. . Time. 2007-10-12  [2013-05-11]. （原始内容存档于2007-10-13）.
7. ↑  . News.sina.com.cn.   [2009-08-01]. （原始内容存档于2011-06-11）.
8. ↑  余凡. . 凤凰网四川综合. 2017年11月15日  [2020年7月28日]. （原始内容存档于2020年7月28日）.
9. ↑  王成志等编. . 上海：复旦大学出版社. 2017.04: 10. ISBN 978-7-309-12920-5.
10. ↑  政协西陵区委员会文史资料委员会编. . 政协西陵区委员会文史资料委员会. 2015.10: 11–12.
11. ↑  李春艳，滕祥河，文传浩. . 昆明：云南大学出版社. 2018.10: 134–135. ISBN 978-7-5482-3272-8.
12. 1 2  錢昌照. . 北京: 中國文史出版社. 1998: 82.. 轉引自(智效民 2004，第133頁).
13. 1 2  智效民.  (PDF). 《二十一世紀》雙月刊 (香港中文大學中國文化研究所). 2004年6月號, (總83期)  [2020-07-28]. （原始内容存档 (PDF)于2020-07-28）.  後重刊於中國大陸政治期刊《传承》，2010年2期.
14. 1 2  张立先编著. . 北京：中国三峡出版社. 2017.05: 110–120. ISBN 978-7-80223-985-2.
15. ↑  对历史负责到底：回忆三峡工程上马过程的始末 的存檔，存档日期2007-11-21. 「当代中国研究」一九九九年第三期（总第66期）李锐：前水电部副部长、中共中央组织部副部长、原中顾委委员
16. 1 2  乔培新. . 水土保持通报 (陕西省咸阳市: 中国科学院水利部水保所；水利部水土保持监测中心). 1987, (1987年10月 第7卷 第5期): 47–52. ISSN 1000-288X. （原始内容存档于2020-07-20） （简体中文）. 七、安全——要冒灾难性的风险（一）岩崩和滑坡。[……]此外，一旦发生战争，三峡大坝将成为重点打击目标。[如果大坝被毁，将对武汉和长江中下游人民生命财产及战争全局产生严重影响]。这个问题不可不予考虑
17. ↑  中国人民政治协商会议四川省委员会考察组. . 水土保持通报 (陕西省咸阳市: 中国科学院水利部水保所；水利部水土保持监测中心). 198610, (1986年10月 第6卷 第5期): 21–25. ISSN 1000-288X. （原始内容存档于2020-07-26） （简体中文）.
18. ↑  孙越崎. . 水土保持通报 (陕西省咸阳市: 中国科学院水利部水保所；水利部水土保持监测中心). 198708, (1987年8月 第7卷 第4期): 25–36. ISSN 1000-288X. （原始内容存档于2020年7月21日） （简体中文）.
19. ↑  孙越崎、林华、千家驹、王兴让、雷天觉、徐驰、陆钦侃、乔培新. . 水土保持通报 (陕西省咸阳市: 中国科学院水利部水保所；水利部水土保持监测中心). 198708, (1987年8月 第7卷 第4期): 16–24. ISSN 1000-288X. （原始内容存档于2020-07-21） （简体中文）.
20. ↑  卢跃刚（1992）《长江三峡：中国的史诗》，获《中国作家》1990-1992优秀报告文学头奖。此作屡获其他书收录，包括：李炳银 (编). . 安徽文艺出版社. 2018年10月: 696-752页.
21. ↑  . 新風出版社. 1991  [2021-09-01]. ISBN 978-957-8544-00-0. （原始内容存档于2021-12-24） （中文）.
22. ↑  . 贵州人民出版社. 1989  [2021-09-01]. ISBN 978-7-221-01070-4. （原始内容存档于2021-12-24） （中文）.
23. ↑  China. 全国人民代表大会; China. 全国人民代表大会. 常务委员会. 办公厅. . 人民出版社. 1992: 75  [2021-09-01]. ISBN 978-7-01-001219-3. （原始内容存档于2021-12-24） （中文）.
24. ↑  . 四川人民出版社. 1999: 470  [2021-09-01]. ISBN 978-7-220-03962-1. （原始内容存档于2021-12-24） （中文）.
25. ↑  三峡工程提前一年竣工已成定局 的存檔，存档日期2008-11-03.
26. ↑  中国长江三峡工程开发总公司官網說明 的存檔，存档日期2007-04-07.
27. ↑  . 中华网.   [2011-05-23]. （原始内容存档于2021-01-31）.
28. ↑  . 新华网.   [2013-05-16]. （原始内容存档于2002-10-19）.
29. ↑  .   [2009-09-27]. （原始内容存档于2009-09-06）.
30. ↑  三峡工程建设进程 的存檔，存档日期2009-09-24.
31. ↑  . Cq.qq.com.   [2018-09-16]. （原始内容存档于2021-03-03）.
32. ↑  . 科学网. 2012-07-05  [2012-07-05]. （原始内容存档于2020-11-03）.
33. ↑  梁飞. . 时代周报. 2014-02-27  [2014-02-27]. （原始内容存档于2020-06-08） （中文）.
34. ↑  .   [2020-11-01]. （原始内容存档于2021-03-03）.
35. ↑  三峡建设委员会网页-坝址选择 的存檔，存档日期2006-06-17.
36. ↑  . Cctv.com. 2003-05-31  [2018-09-16]. （原始内容存档于2021-02-26）.
37. 1 2 3 4 5 6 7  . 人民网. 2006-06-06  [2010-07-22]. （原始内容存档于2020-06-08）.
38. 1 2  . 四川社会科学在线. 2006-05-24  [2010-07-22]. （原始内容存档于2014-06-06）.
39. 1 2 3 4 5  . 中国长江三峡集团公司.   [2010-07-22]. （原始内容存档于2010-03-29）.
40. ↑  . News.sina.com.cn. 2016-03-11  [2018-09-16]. （原始内容存档于2020-10-03）.
41. ↑  . News.ifeng.com.   [2018-09-16]. （原始内容存档于2019-05-10）.
42. ↑  . CNTV. 2010-08-03. （原始内容存档于2013-01-01）.
43. 1 2 3 4  . 凤凰新闻. 2010-07-22  [2010-07-22]. （原始内容存档于2010-07-25）.
44. ↑  . Chinawater.net.cn.   [2018-09-16]. （原始内容存档于2005-03-17）.
45. ↑  . 新浪新闻. 2007-05-08  [2010-07-21]. （原始内容存档于2010-07-22）.
46. ↑  黄源芳，李文学，三峡电站水轮机性能和结构特点评析 （页面存档备份，存于）
47. ↑  葛洲坝集团安装的三峡右岸最后一台机组投产发电[]，中国葛洲坝集团国际工程有限公司
48. ↑  熊金超，魏梦佳，李志晖，三峡右岸电站首台机组投产发电 （页面存档备份，存于），新华网
49. ↑  三峡工程23号机组正式投产 （页面存档备份，存于），《人民日报》（2008年8月23日 02版）
50. ↑  江时强，李志晖，中国首台国产特大机组在三峡右岸电站投产发电 （页面存档备份，存于），新华网
51. ↑  . 中国长江三峡集团有限公司. 2003-12-12  [2024-02-27]. （原始内容存档于2024-02-27）.
52. ↑  . 央视新闻. 2023-03-01  [2024-02-27]. （原始内容存档于2024-02-27）.
53. ↑  . 中国人大网.   [2020-07-18]. （原始内容存档于2020-07-18） （简体中文）. 二、关于兴建长江三峡工程的重要性和必要性[……]（一）解决长江中下游的防洪问题是国家经济发展的需要，必须采取综合治理措施[……]（二）兴建三峡工程，是诸多综合治理措施中的一项关键性工程措施[……]（三）三峡工程可为华中、华东和川东地区提供重要的能源[……][三峡工程除]防洪作用外，同时利用水力发电，带来巨大的发电效益[……]（四）三峡工程的另一个效益就是可提高川江航道通过能力，促进长江航运事业的发展
54. ↑  . 天气网.   [2014-07-07]. （原始内容存档于2020-10-03）.
55. ↑  . 新京报. 人民网. 2010-09-30  [2016-06-27]. （原始内容存档于2020-06-08）.
56. 1 2  .   [2019-07-21]. （原始内容存档于2019-07-21）.
57. ↑  网易. . news.163.com. 2012-07-26  [2019-07-31]. （原始内容存档于2020-11-06）.
58. ↑  . 新华网. （原始内容存档于2016-08-22）.
59. ↑  . 中国长江三峡集团有限公司.   [2021-01-09]. （原始内容存档于2022-03-09）.
60. ↑   (PDF). （原始内容存档 (PDF)于2024-01-10）.
61. ↑  . （原始内容存档于2024-01-11）.
62. ↑  . 2010年10月27日. 搜狐新闻引自《武汉晚报》.   [2014-05-14]. （原始内容存档于2020-10-03）.
63. ↑  Center for Global Environmental Education. . Hamline University.   [2014-05-14]. （原始内容存档于2021-02-27）.
64. ↑  W. S. Wahby.  (PDF). The Journal of Technology Studies.   [2014-05-14]. （原始内容存档 (PDF)于2021-03-04）.
65. ↑  . www.guancha.cn.   [2019-07-21]. （原始内容存档于2021-03-03）.
66. ↑  . www.ccement.com.   [2019-07-21]. （原始内容存档于2020-11-03）.
67. ↑  . www.chinapower.com.cn.   [2019-07-21]. （原始内容存档于2020-10-03）.
68. ↑  . news.bjx.com.cn.   [2019-07-21]. （原始内容存档于2020-06-08）.
69. ↑  .   [2019-07-21]. （原始内容存档于2020-10-03）.
70. ↑  . info.whu.edu.cn.   [2019-07-21]. （原始内容存档于2020-10-03）.
71. ↑  . m.thepaper.cn.   [2024-06-25]. （原始内容存档于2024-06-25）.
72. ↑  . 中电新闻网.   [2016-07-07]. （原始内容存档于2021-02-25）.
73. ↑  . 多維网. 2014-07-28  [2016-07-07]. （原始内容存档于2016-08-11）.
74. ↑  高调上马的“三峡省”为何突然夭折？ 的存檔，存档日期2011-10-20.
75. ↑  . 凤凰网. 2011年6月14日  [2011年6月14日]. （原始内容存档于2020年6月8日）.
76. 1 2 3 4  . BBC. 2010-03-06  [2010-03-06]. （原始内容存档于2012-03-02）.
77. ↑  . 新华网.   [2009年11月5日]. （原始内容存档于2011年11月3日） （中文（简体））.
78. ↑  .   [2019-07-23]. （原始内容存档于2019-07-23）.
79. ↑  德国多特蒙得大学水利专家 王维洛. . BBC News. 2006-04-13  [2018-09-16]. （原始内容存档于2020-10-03）.
80. ↑  . news.qq.com.   [2020-06-23]. （原始内容存档于2020-10-03）.
81. ↑  . news.qq.com.   [2020-06-23]. （原始内容存档于2020-10-03）.
82. ↑  . 环球网.   [2024-06-25]. （原始内容存档于2024-06-25） （中文（中国大陆））.
83. ↑  . RFI - 法国国际广播电台. 2018-11-16  [2024-06-25]. （原始内容存档于2024-06-25） （中文（简体））.
84. ↑  .   [2016-01-03]. （原始内容存档于2020-12-08）.
85. ↑  三峡蓄水后库区水华、微震活动频度明显增加 Archive.today的存檔，存档日期2007-04-19．楚天都市报，2007年4月16日．
86. ↑  Qing, Dai, 9. The River Dragon Has Come!: The Three Gorges Dam and the Fate of China's Yangtze River and Its People (East Gate Book). Armonk, New York: M.E. Sharpe, 1997.
87. ↑  . 科学网. 2012-01-07  [2013-03-02]. （原始内容存档于2021-05-22）.
88. ↑  德国 王维洛. . BBC News. 2006-09-25  [2018-09-16]. （原始内容存档于2019-07-07）.
89. ↑  . News.sina.com.cn.   [2018-09-16]. （原始内容存档于2020-10-03）.
90. ↑  . Cngrain.com.   [2018-09-16]. （原始内容存档于2014-06-06）.
91. ↑  申忠平. . 交通运输部长江航务管理局. 2009-05-06  [2010-06-25]. （原始内容存档于2016-07-09） （中文（简体））.
92. ↑  黄金华. . 新浪网. 2008年11月25日  [2010年6月25日]. （原始内容存档于2020年10月3日） （中文（简体））.
93. ↑  王儒述. 《中国三峡建设》 2007年12月
94. ↑  郭晓军．长江保护发展报告发布 称长江水质不断恶化 （页面存档备份，存于）．新京报，2007年4月15日．
95. ↑  [重磅]三峡库区险境 的存檔，存档日期2010-03-08.
96. ↑  新京报. . 网易. 2010-05-23  [2010-05-23]. （原始内容存档于2010-05-25） （中文（简体））.
97. ↑  . 腾讯.   [2014-03-22]. （原始内容存档于2014-03-16）.
98. ↑  . 澎湃新闻.   [2020-08-21]. （原始内容存档于2020-11-03）.
99. ↑  网易. . www.163.com. 2023-08-21  [2024-06-24]. （原始内容存档于2024-06-24）.
100. ↑  张晓松，审计署：三峡工程管理不严增加建设成本近5亿元 （页面存档备份，存于），新华网
101. ↑  . 自由亚洲电台. 2013-06-07  [2024-06-24]. （原始内容存档于2024-06-24）.
102. ↑  . 美国之音. 2014-03-27  [2024-06-24]. （原始内容存档于2024-06-24） （中文）.
103. ↑  . www.yicai.com.   [2024-06-25]. （原始内容存档于2024-06-25）.
104. ↑  . m.in-en.com.   [2024-06-24]. （原始内容存档于2024-06-24）.
105. ↑  . www.thepaper.cn.   [2024-06-24]. （原始内容存档于2024-05-24）.
106. ↑  . www.sanxiatansuo.com.   [2024-06-25]. （原始内容存档于2024-06-25）.
107. ↑  中央通訊社. . 中央社 CNA. 2014-03-29  [2024-06-25]. （原始内容存档于2024-06-25） （中文（臺灣））.
108. ↑  三峡工程电源电站等紧急刹车 （页面存档备份，存于），新浪网新京报，2015年1月19日
109. ↑  何清涟. . 美国之音. 2014-04-07  [2020-06-18]. （原始内容存档于2016-07-10） （中文）.
110. ↑  赵世龙. . 南风窗. 2002-03-11. （原始内容存档于2002-08-08） （中文）.
111. ↑  潘家錚：三峽大壩表面裂縫已處理不影響安全 Archive.today的存檔，存档日期2005-05-26，人民網，2003年6月12日
112. ↑  潘家铮院士析三峡大坝裂缝原因 的存檔，存档日期2007-09-29.，中國能源網，2003年6月16日
113. ↑  .   [2021-09-17]. （原始内容存档于2021-12-24）.
114. 1 2  钱伟长. . 群言 (北京市: 中国民主同盟中央委员会). 1991, (1991年第4期): 2–2. ISSN 1002-9842. （原始内容存档于2020-07-13） （简体中文）.
115. ↑  李润田、石丁. . 新浪网，来源：《环球时报》. 2004-06-11  [2020-07-13]. （原始内容存档于2020-07-12） （简体中文）. 台当局之所以处心积虑地“算计”三峡大坝，最主要的原因是这一工程关系着几千万甚至几亿中国人的身家性命。
116. ↑  王新. . 多维新闻网. 2020-07-11  [2020-07-13]. （原始内容存档于2020-07-14） （简体中文）. 不过，不管是官方辟谣还是专家论证，似乎都无法动摇一些舆论对三峡大坝“迟早出事”的坚持和追逐。这种无视事实而执拗于传闻的背后，大多是因为抵制中共或者其代表的意识形态，甚至因此对整个中国大陆产生抵制情绪，而莫名更关注中共乃至大陆的负面消息。
117. ↑  . 多維网.   [2016-07-07]. （原始内容存档于2016-08-11）.
118. ↑  杨孟瑜. . BBC News 中文. 2002-09-01  [2020-07-12]. （原始内容存档于2004-07-22） （简体中文）.
119. ↑  彭琤琳. . 香港01有限公司. 2019-07-03  [2019-07-05]. （原始内容存档于2019-07-05） （中文（香港））.
120. ↑  李仲維. . 聯合報. 2019-07-05  [2019-07-05]. （原始内容存档于2019-07-05） （中文（臺灣））.
121. ↑  彭启航 (编). . 新京报. 2019-07-06  [2019-07-08]. （原始内容存档于2019-07-06） （中文（简体））.
122. ↑  . 多维新闻网. 2019-07-07  [2019-07-08]. （原始内容存档于2019-07-08） （中文（简体））.
123. ↑  . 澎湃. 2019-07-09  [2019-07-12]. （原始内容存档于2020-11-03） （中文（简体））.
124. ↑  . 澎湃. 2019-07-09  [2019-07-12]. （原始内容存档于2020-11-03） （中文（简体））.
125. ↑  IT之家. . 腾讯网新闻. 深圳.   [2020-07-13]. （原始内容存档于2020-11-03） （中文（简体））.
126. ↑  . 编辑：林琳. 南方网，来源：央视国际网络. 2010-07-20  [2020-07-18]. （原始内容存档于2020-07-14） （简体中文）.

## 外部連結

### 官方網站
- 国务院三峡工程建设委员会网站
- 中国长江三峡工程开发总公司网站
- 中国长江电力股份有限公司 （页面存档备份，存于）
- 中国长江电力股份有限公司招股说明书
- 三峡大坝,三峡旅游-三峡大坝官方网站

### 工程介绍
- 三峽工程 （页面存档备份，存于） 新華網
- 三峡专题 （页面存档备份，存于） 新華網
- 三峽工程 （页面存档备份，存于） 人民網
- 三峡水利工程建设 （页面存档备份，存于） 中国搜狐
- 解读大三峡[]

### 工程争议
- 黄万里为其老师罗忠忱教授所撰祭文
- 潘家铮·解读三峡 （页面存档备份，存于）
- 十问三峡 - 新京报
- 陆佑楣：用主流眼光看待三峡工程 - 新京报
- 三门峡：大坝下的回忆
- 三门峡工程争辩史料
- 十问三峡工程 - 人民日报

### 其他
- 中国三峡建设 （页面存档备份，存于）
- 生态问题导致三峡移民再增400万[永久] - 华尔街日报